# Zerbst/Anhalt
Zerbst/Anhalt ist eine Stadt im Landkreis Anhalt-Bitterfeld im Land Sachsen-Anhalt. Mit 468,4 km² ist Zerbst die nach ihrer Fläche fünftgrößte Gemeinde in Deutschland.

## Geographie

### Lage
Die Kernstadt Zerbst liegt etwa 13 km nördlich der mittleren Elbe, etwa auf halbem Weg zwischen den Städten Magdeburg und Wittenberg. In Zerbst vereinigt sich der südliche Nuthearm mit den von Norden kommenden nördlichen und mittleren Nuthe-Zuflüssen. Das Gelände um Zerbst fällt von Osten nach Westen allmählich in Richtung Elbauen ab.

### Stadtgliederung
Am 1. Januar 2010 wurde die Verwaltungsgemeinschaft Elbe-Ehle-Nuthe aufgelöst. 21 Gemeinden mit ihren Ortsteilen kamen so zur Einheitsgemeinde Stadt Zerbst/Anhalt.
Am 1. Juli 2014 ist das neue Kommunalverfassungsgesetz des Landes Sachsen-Anhalt in Kraft getreten. In dessen § 14 (2) wird den Gemeinden die Möglichkeit gegeben, den Ortsteilen, die vor der Eingemeindung Städte waren, diese Bezeichnung zuzuerkennen. Die Stadt Zerbst/Anhalt hat von dieser Regelung Gebrauch gemacht. Ihre Hauptsatzung ist mit deren erster Änderung mit Wirkung vom 18. April 2015 in Kraft getreten. Im § 1 (2) werden die Ortsteile mit ihren amtlichen Namen aufgeführt. Die Ortschaften werden im § 16 (1) aufgelistet.
Zu Zerbst gehören 26 Ortschaften, 56 Ortsteile mit 35 kleineren Ansiedlungen (in Klammern):
- Bias
(mit Mohsmühle)
- Bornum
mit OT Bornum, Garitz, Kleinleitzkau, Trüben
- Buhlendorf
- Deetz
- Dobritz
- Gehrden
- Grimme
(mit Golmenglin)
- Gödnitz
mit OT Gödnitz, Flötz
- Güterglück
mit OT Güterglück, Trebnitz
- Hohenlepte
mit OT Hohenlepte, Badetz (mit Zollmühle), Kämeritz, Tochheim
- Jütrichau
mit OT Jütrichau, Pakendorf, Wertlau
- Leps
mit OT Leps, Eichholz, Kermen
- Lindau
mit OT Stadt Lindau (mit Alte Sorge, Neue Sorge, Vordamm, Ziegelei), Kerchau, Lietzo, Quast
- Luso
mit OT Luso, Bone (mit Bonesche Mühle, Teichhaus)
- Mühlsdorf
- Moritz
mit OT Moritz (mit Moritzer Mühle), Schora (mit Güterbahnhof), Töppel
- Nedlitz
mit OT Nedlitz, Hagendorf
- Nutha
mit OT Nutha, Niederlepte (mit Amtsmühle und Wiesenmühle), Siedlung Nutha (mit Nuthasche Mühle)
- Polenzko
mit OT Polenzko, Bärenthoren, Mühro
- Pulspforde
mit OT Pulspforde (mit Pulspforder Mühle), Bonitz
- Reuden/Anhalt
mit OT Reuden/Anhalt, Reuden-Süd
- Steutz
mit OT Steutz (mit Flachswerk), Steckby
- Straguth
mit OT Straguth, Badewitz, Gollbogen
- Walternienburg
mit OT Walternienburg (mit Poleymühle), Ronney
- Zernitz
mit OT Zernitz, Kuhberge (mit Neue Mühle), Strinum (mit Alte Mühle)

Nur Ortsteil ist Kleinleitzkau (mit Ratsbruch). Zur Stadt gehören diese kleinen Ansiedlungen:
- Akensche Vorstadt
- Altbuchsland
- Amtsmühlenweg
- Ankuhn
- Buschmühle
- Feuerberg
- Fohlenweide
- Steinstücke
- Teufelstein
- Vogelherd
- Waldfrieden
- Wasserturm
- Weizenberge
- Wilhelminischer Hof
- Zerbst-Nord

## Geschichte

### Frühgeschichte
Vorgeschichtliche Funde im Gebiet der heutigen Stadt Zerbst weisen auf eine Besiedlung seit dem Ende der Jungsteinzeit (Schnurkeramiker), etwa 3000–2000 v. Chr.

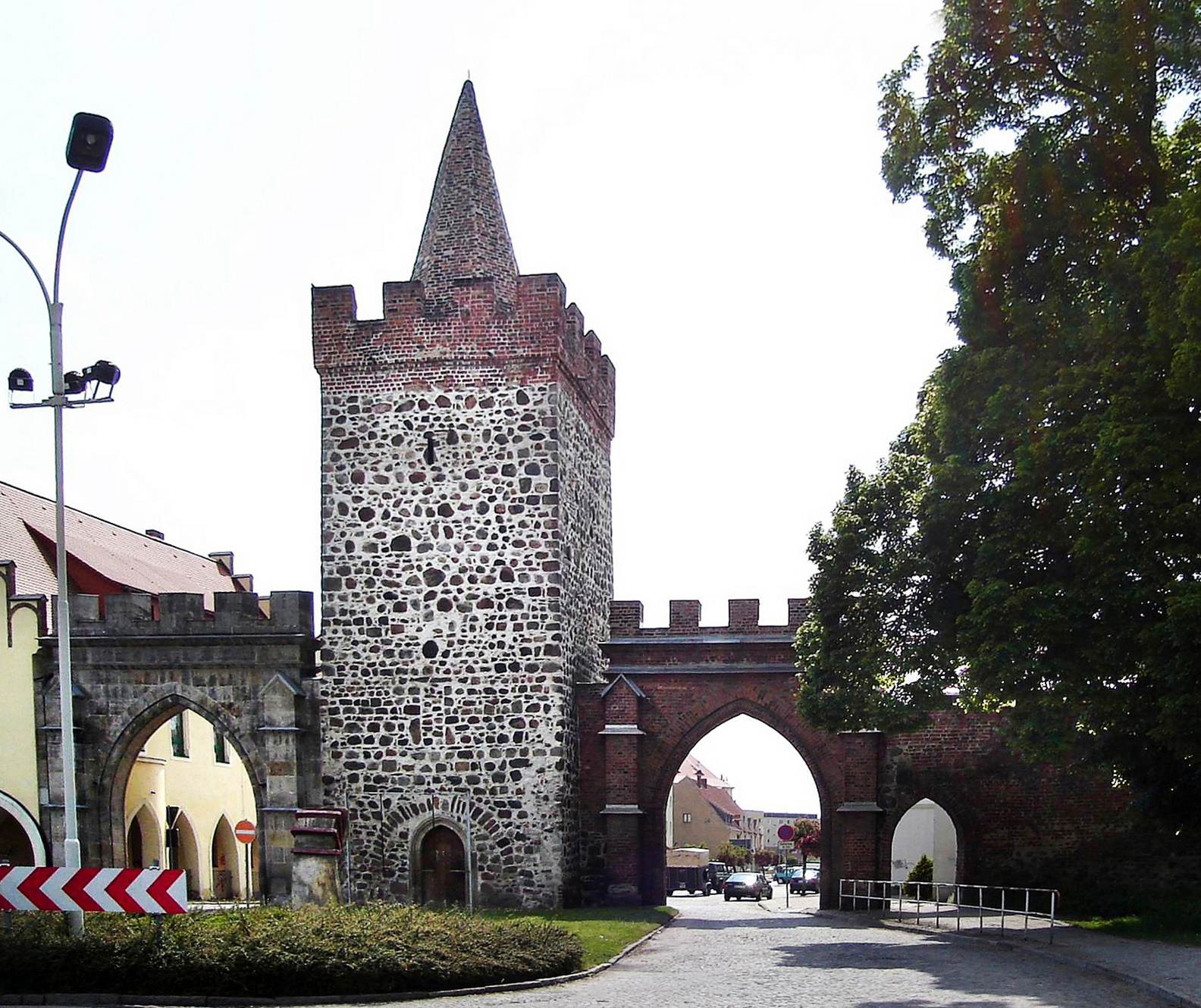
Mittelalterliches Heidetor, Teil der Zerbster Stadtbefestigung

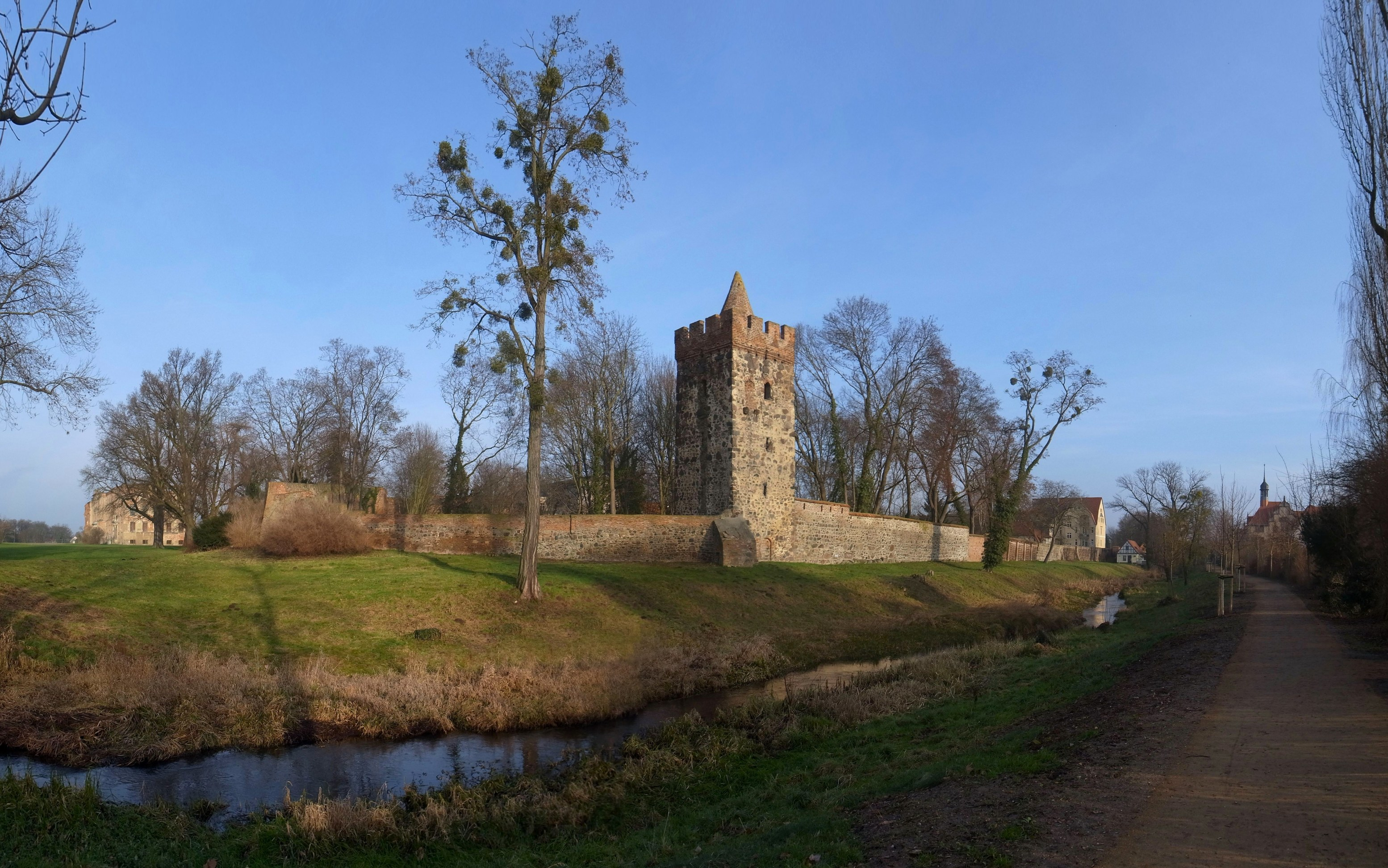
Stadtmauer mit Wehrturm Kiekinpott

### Slawischer Verwaltungsmittelpunkt
In der Gründungsurkunde des Bistums Brandenburg aus dem Jahr 948 wurde Ciervisti als bedeutender slawischer Verwaltungsbezirk erstmals erwähnt. Infolgedessen kann angenommen werden, dass bereits eine namensgebende (befestigte) slawische Siedlung als Gau-Hauptort existierte. Nach dem Slawenaufstand von 983 bestimmten in der Folgezeit stetige Grenzkriege das Geschehen in der Region. Im Jahr 1007 wurde Zerbst durch Boleslaw I. Chobry erobert.
1008 wurde die Burg Zirwisti in der Chronik des Thietmar von Merseburg erwähnt. Er berichtet, dass der polnische Herzog Boleslaw I. während eines Konflikts mit Heinrich II. im Jahre 1007 den Ort einnahm und dessen Einwohner teilweise verschleppte.

### Mittelalterliche deutsche Geschichte
Seit dem frühen 12. Jahrhundert kam das Gebiet unter deutschen Einfluss, einige unmittelbar angrenzende Dörfer waren im Besitz der Magdeburger Nicolaikirche.
Es entwickelte sich neben der Burg eine Marktsiedlung. Von 1214 ist die älteste Münze aus Zerbst erhalten.
1215 wurde erstmals die Bartholomäus-Kirche in der Vorburgsiedlung erwähnt, 1235 erstmals das Franziskanerkloster St. Johannes. Um 1250 wurde eine erste steinerne Stadtmauer gebaut.
Seit 1278 waren die Herren von Barby Besitzer von Stadt und Herrschaft Zerbst. 1298 wechselte das Zisterzienserinnenkloster vom Ankuhn nach Zerbst. In dieser Zeit wurde ein Kollegiatstift an der Bartholomäuskirche eingerichtet.
1307 erwarb Graf Albrecht I. die Stadt und begründete die jahrhundertedauernde Herrschaft der askanischen Grafen von Anhalt-Zerbst. Die Stadt wurde das Zentrum ihres Herrschaftsgebietes.
1348 wurde ein Augustinerkloster gegründet.
Seit dieser Zeit kämpfte Zerbst mit dem Fürstenhaus um städtische Freiheiten. 1506 kam es zu einem schweren Stadtbrand.

### Reformationszeit
1517 predigte Johann Tetzel auch in Zerbst und verkaufte Ablassbriefe. Reformatorische Impulse drangen bald vom nahegelegenen Wittenberg auch nach Zerbst. Nach Besuchen Luthers 1522 wandte sich die Stadt als eine der ersten überhaupt dem evangelischen Bekenntnis zu. Die drei Klöster und das Stift wurden aufgelöst.
1582 wurde das Francisceum als Gymnasium illustre gegründet, das für die Verbreitung der Ideen Philipp Melanchthons und des Calvinismus in dieser Zeit eine erhebliche Bedeutung hatte.

### Residenzstadt
Von 1603 bis 1793 war Zerbst Residenz des Fürstentums Anhalt-Zerbst, zu dessen Gebiet unter anderem auch die Herrschaft Jever gehörte.

Mansfelds Truppen erstürmen die Stadt (Federzeichnung von Max Dorn)

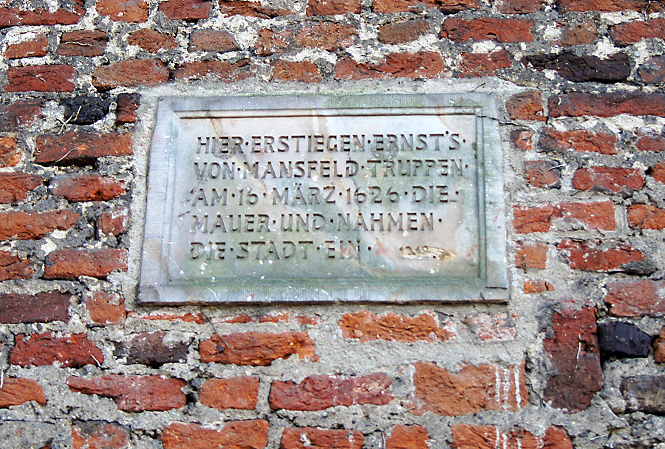
Inschrift an der Stadtmauer

Während des Dreißigjährigen Kriegs kam es zum Niedergang der Stadt. So wurde Zerbst, nachdem es vom Kriegsgeschehen zunächst verschont worden war, 1626 von den unter dänischem Befehl stehenden Truppen Ernst von Mansfelds gestürmt, verheert und besetzt. Die während des Angriffs in die Stadtmauer geschlagene Bresche am Franziskanerkloster (dem heutigen Francisceum) ist noch heute mit einer Inschrift gekennzeichnet. Nach der Niederlage Mansfelds in der Schlacht bei Dessau besetzten kaiserliche Truppen unter Wallenstein die Stadt. Wie Mansfeld wohnte auch Wallenstein für kurze Zeit im „Neuen Haus“ (zerstört 1945) am Zerbster Markt und erlegte der Stadt zur Strafe für die „Unterstützung“ der protestantischen Truppen hohe Kontributionen auf. In den folgenden Jahren bis zum Ende des Kriegs wurde Zerbst wiederholt von verschiedenen Heeren besetzt, wodurch sie letztendlich wirtschaftlich ruiniert wurde und verarmte. Weiterhin wüteten mehrere durch die Besatzungstruppen in die Stadt getragene Pestepidemien in der Stadt, denen wahrscheinlich mehr als jeder dritte Einwohner zum Opfer fiel.

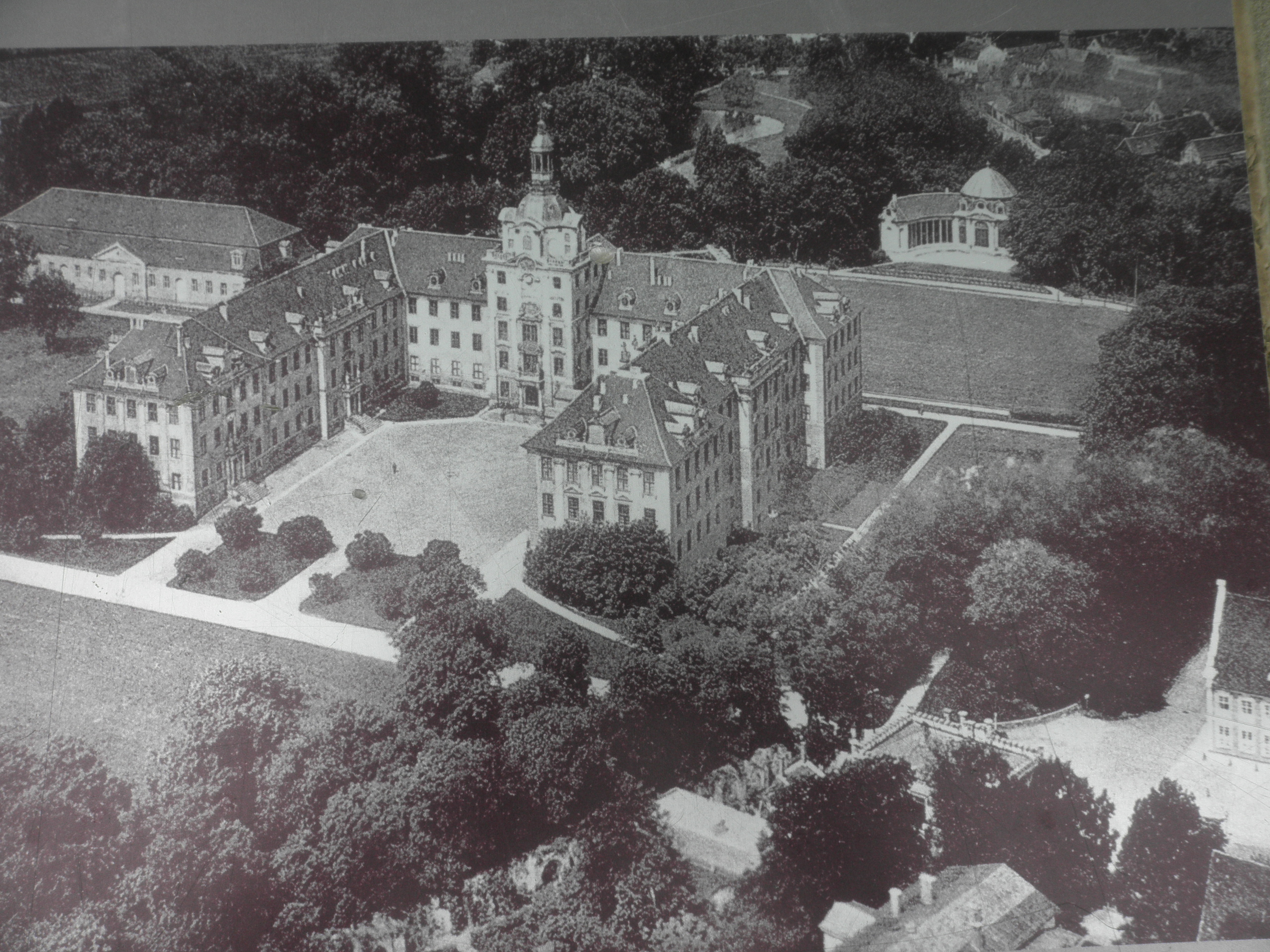
Das Zerbster Schloss war ein bedeutender Renaissance- und Barock-Bau. Es brannte im April 1945 nach Bombenangriffen US-amerikanischer Flugzeuge aus und wird mittlerweile restauriert.

Nach dem Kriege gelangte die Stadt zunehmend unter den Einfluss der anhaltischen Fürsten, die eine Verwandlung der Bürgerstadt Zerbst zu einer Residenzstadt anstrebten. 1681 wurde mit dem Bau des repräsentativen Schlosses anstelle der Wasserburg begonnen.
Von 1722 bis 1758 war in Zerbst der bedeutende Barockkomponist Johann Friedrich Fasch Hofkapellmeister. Ihm zu Ehren finden seit 1983 Fasch-Festtage statt. 1745 heiratete Prinzessin Sophie Auguste Friederike von Anhalt-Zerbst den russischen Thronfolger Peter III. Als Katharina II. (die Große) bestieg sie selbst 1762 den Zarenthron und regierte bis 1796 Russland. 1797 wurde die Stadt nach der Zerbster Teilung Bestandteil des Fürstentums Anhalt-Dessau.

### 19. Jahrhundert und Weimarer Republik
In der Zeit der Napoleonischen Kriege wurde Zerbst nach dem Durchzug bei Jena und Auerstedt geschlagener preußischer Truppen von Ende 1806 bis Anfang 1807 von französischen Truppen des 1. Korps unter Marshall Bernadotte besetzt.
Mit dem Beginn der Befreiungskriege zog 1813 das Lützowsche Freikorps in Zerbst ein, wobei der Dichter Theodor Körner im Haus seiner in der Stadt lebenden Verwandten Unterkunft fand (bis zu seiner Zerstörung 1945 wurde dieses als Körner-Haus bezeichnet). In der Vorbereitung der in unmittelbarer Nähe ausgetragenen Schlacht bei Möckern wurde die Stadt Anfang April 1813 von preußischen Truppen unter General Yorck besetzt. Während und nach den Gefechten wurden in der Stadt verwundete Koalitionstruppen in Notunterkünften und Lazaretten versorgt. 1863 erfolgte der Anschluss an das mitteldeutsche Eisenbahnnetz.
Von 1891 bis 1928 verkehrte mit der Zerbster Straßenbahn eine Pferdebahn in der Stadt, die zu den Pferdebahnen gehörte, die in Deutschland am längsten betrieben wurden. 1913 eröffnete das Kaufhaus Schocken seine Zerbster Filiale.

### „Drittes Reich“ und Zweiter Weltkrieg
Ab 1935 wurde im Rahmen der Aufrüstung der Wehrmacht in unmittelbarer Nähe der Stadt ein Militärflugplatz der Luftwaffe angelegt.
Vom Herbst 1940 bis zum Herbst 1944 war die Jagdfliegerschule 2 dort stationiert und mit der Pilotenschulung beauftragt. Gegen Kriegsende im März/April 1945 waren weiterhin mit Strahljägern des Typs Me 262 ausgerüstete Luftwaffeneinheiten (KG (J) 54, NAGr 1) auf dem Flugplatz stationiert. Gegen Ende des Zweiten Weltkrieges wurde am Rande des Militärflugplatzes ein Arbeitslager der Organisation Todt für sogenannte „jüdische Mischlinge ersten Grades“ und „jüdisch Versippte“ aus Mischehen errichtet (Sonderkommando J). 700 Männer wurden von dort zur Zwangsarbeit beim Straßenbau, Flughafenbau und Torfstechen eingesetzt. Nach Kriegsende wurde der Flugplatz bis 1992 von Einheiten der Roten Armee genutzt, hauptsächlich von der 126. Jagdfliegerdivision.
Im Zweiten Weltkrieg, besonders als Tagesangriff am 16. April 1945, wurde Zerbst mit seinen Wohn-, Kultur- und Industriebauten durch US-amerikanische Luftangriffe zu 80 Prozent zerstört. Es brannte vier Tage lang, unterstützt durch anhaltenden amerikanischen Artilleriebeschuss. Mindestens 574 Menschen fanden den Tod. Die Luftangriffe im April 1945 wurden durch die Neunte Taktische Luftflotte der USAAF durchgeführt. Von 7.100 Wohnungen wurden 4.100 zerstört (3.700 total) oder beschädigt. Es resultierten 126 Hektar vernichteter Fläche und 372.000 m3 Schutt. Der Arzt Dr. Wille und der Exportkaufmann Heinrich Gelzenleuchter meldeten am 21. April als Parlamentäre den US-Truppen unweit der Stadt die Bereitschaft zur Kapitulation der in der Stadt vorhandenen Wehrmachtseinheiten und verhinderten somit eine weitere totale Bombardierung nach vier ungenutzt verstrichenen Ultimaten der Amerikaner. Jedoch lag Zerbst bis zum 26. April täglich unter teils heftigem Artilleriebeschuss. Am 28. April wurde die Stadt kampflos an die US-Bodentruppen übergeben. Es folgte für die Bevölkerung die erste Nacht ohne Beschuss.

### DDR-Zeit
Am 6. Mai 1945 löste die Rote Armee die amerikanische Besatzung ab. Damit wurde Zerbst Teil der SBZ und 1949 der DDR.
Die Altstadt wurde in den folgenden Jahrzehnten unter wesentlicher Veränderung des Stadtbildes teilweise wieder aufgebaut. Eine Reihe von historischen Bauten ist erhalten geblieben oder wiederhergestellt worden.
Im Jahre 1956 wurden auf Bestreben des Generals Curtis LeMay, der 1945 die Abwürfe der Atombomben auf Hiroshima und Nagasaki befahl und einen nuklearen Präventivkrieg empfahl, circa 1100 Ziele in Osteuropa und Asien ausgewählt. Eine Atombombe mit 1200 Kilotonnen TNT Sprengkraft sollte den Militärflugplatz Zerbst treffen. Der Atombombenabwurf auf Nagasaki am 9. August 1945 hatte im Vergleich dazu ein Äquivalent von 20 Kilotonnen TNT.
In der Nacht vom 2. zum 3. Oktober 1990 attackierten mehr als 200 Neonazis und örtliche Jugendliche die von der linksalternativen Szene besetzte Kötschauer Mühle am Stadtrand. Im Verlauf dieses größten Angriffes an einem Tag der Deutschen Einheit kam es zu 17 teils schwer verletzten Jugendlichen.

### Nach der Wende
Von 1991 bis 2008 wurden 15 Millionen Euro in die Sanierung der Altstadt investiert.
Zu einer Namensänderung kam es am 1. Juli 2006, als sich die Stadt von Zerbst in Zerbst/Anhalt umbenannte. Am 1. Juli 2007 wurde die Stadt Zerbst/Anhalt nebst einigen Gemeinden des bisherigen Landkreises Anhalt-Zerbst in den neu gegründeten Landkreis Anhalt-Bitterfeld mit der Kreisstadt Köthen eingegliedert.
Im Zuge einer Gemeindereform 2010 und der damit folgenden Eingemeindung von 21 Gemeinden wuchs die Stadt Zerbst/Anhalt zur fünftgrößten Gemeinde Deutschlands an.

### Eingemeindungen
Pulspforde wurde am 1. April 2002 eingemeindet. Bias und Luso folgten am 1. Januar 2005. 21 Gemeinden der Verwaltungsgemeinschaft Elbe-Ehle-Nuthe kamen am 1. Januar 2010 hinzu.

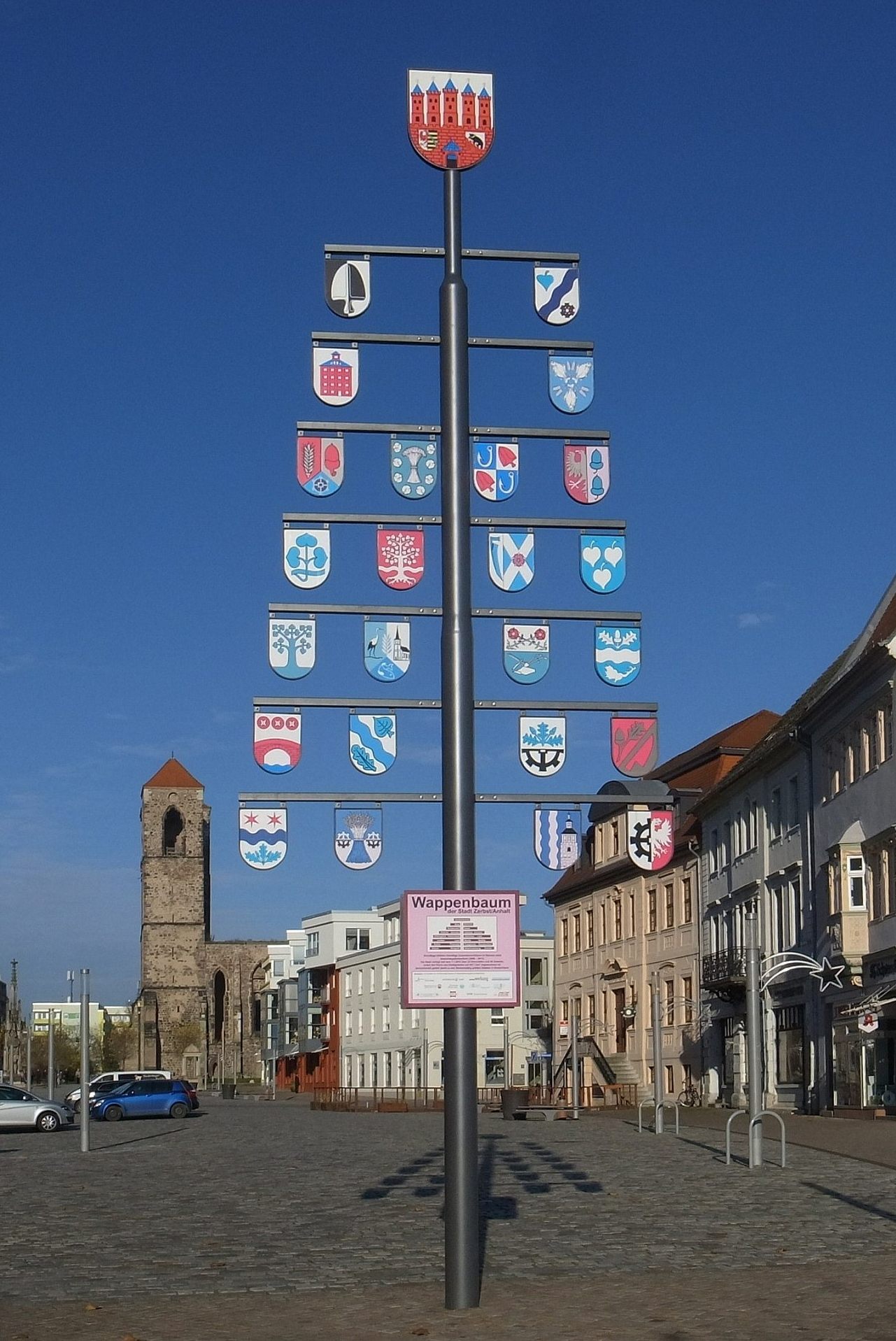
Wappenbaum mit dem Zerbster Stadtwappen und den 24 Wappen der Zerbster Ortschaften

## Bevölkerung
| Jahr | Einwohner |
| ---- | --------- |
| 1990 | 18.149    |
| 2006 | 15.537    |
| 2010 | 23.167    |
| 2015 | 22.055    |
| 2020 | 21.294    |

| Jahr | Einwohner |
| ---- | --------- |
| 2021 | 21.234    |
| 2022 | 21.318    |
| 2023 | 21.307    |
| 2024 | 21.124    |

Stand: 31. Dezember des jeweiligen Jahres (Angaben des Statistischen Landesamtes Sachsen-Anhalt), ab 2011 auf Basis des Zensus 2011, ab 2022 auf Basis des Zensus 2022
Der deutliche Anstieg der Einwohnerzahl 2010 ist auf Eingemeindungen zurückzuführen.

## Religion

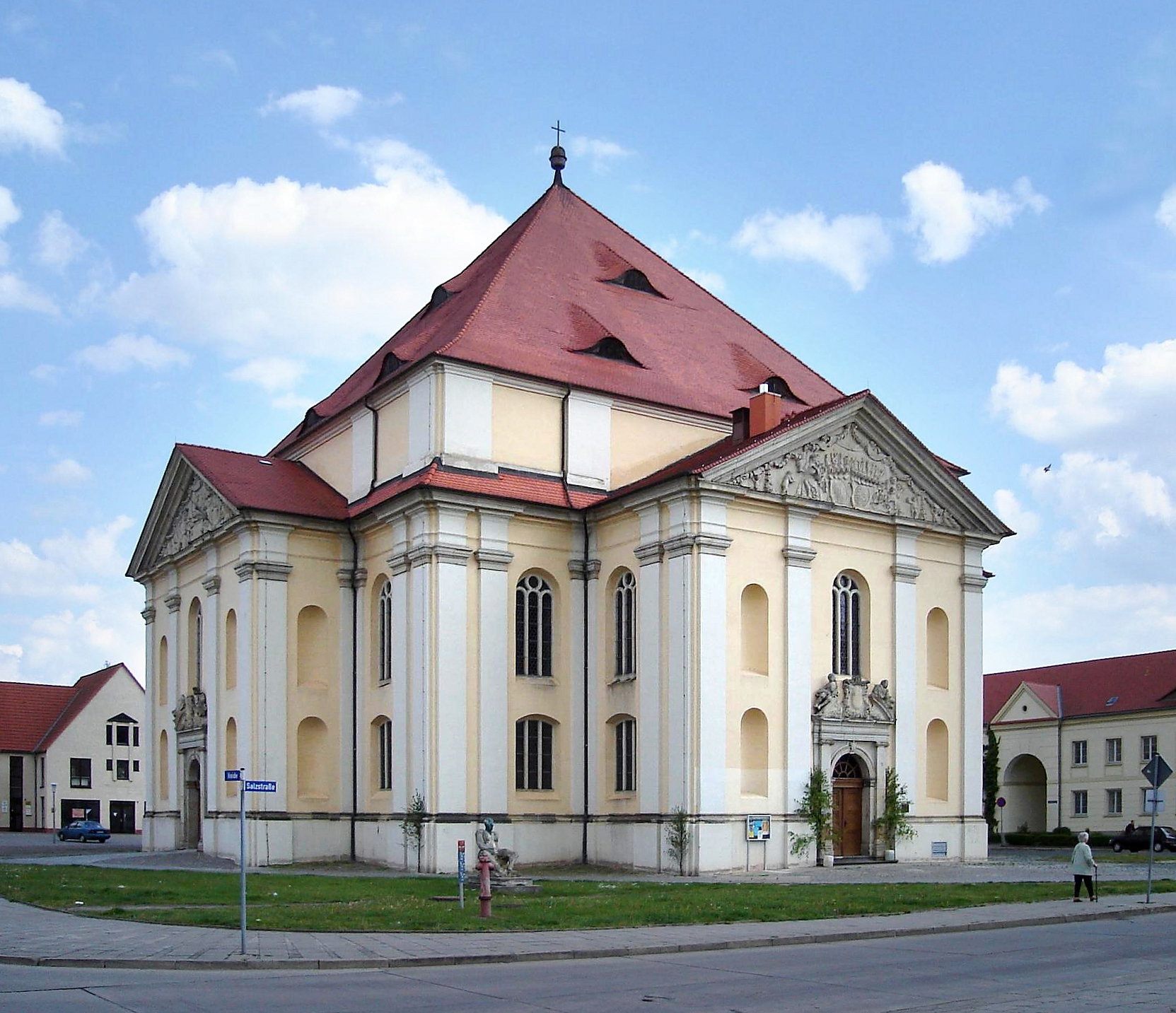
Trinitatiskirche

Die Mehrheit der Einwohner ist konfessionslos.

### Evangelische Kirche

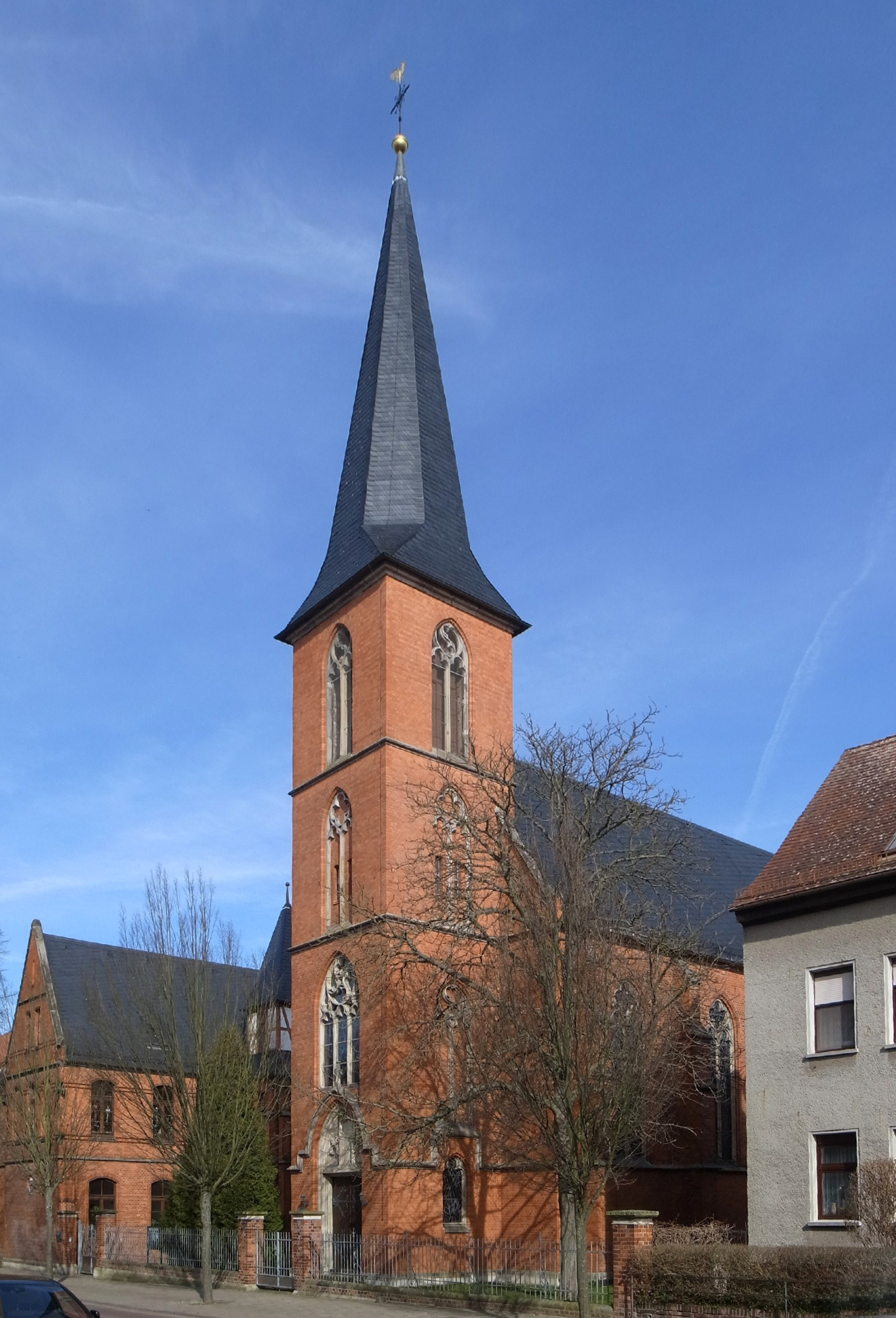
Kath. Kirche St. Jakobus der Ältere

- Evangelisches Pfarramt St. Nicolai und St. Trinitatis
- Kirchengemeinde St. Bartholomäi[22]

Am 14. Dezember 2015 wurde in der Kirche dieser Gemeinde das wahrscheinlich aus dem Jahr 1565 stammende Bild Gnadenstuhl mit den Fürsten Joachim und Wolfgang von Anhalt von Lucas Cranach dem Jüngeren enthüllt. Es soll sich um einen Auftrag des Fürsten Wolfgang (1492–1566) gehandelt haben oder von dessen Neffen Joachim Ernst oder Bernhard, vermutlich als Altarbild. In den folgenden Jahrhunderten wurde das Gemälde mehrfach übermalt und geriet schließlich in einem Archiv in Halle in Vergessenheit. Zur Landesausstellung Cranach der Jüngere wurde das Werk restauriert und kehrte nun nach Zerbst an seinen angestammten Platz zurück.
- Kirchengemeinde St. Marien

### Katholische Kirche
- Die römisch-katholische Pfarrkirche St. Jakobus der Ältere wurde von dem aus Paderborn stammenden Diözesanbaumeister des Bistums Paderborn, Architekt Arnold Güldenpfennig geplant und ist im Jahre 1896 eingeweiht worden.
- Die Katholische Gemeinde St. Jakobus der Ältere befindet sich mit ihrer heutigen Filialkirche in der Friedrich-Naumann-Straße 37. Seit 2010 gehört die Kirchengemeinde zur katholischen Pfarrei Heilige Familie, deren Pfarrer seinen Sitz in Dessau-Roßlau, Stadtteil Roßlau, hat. Die Pfarrei ist dem Bistum Magdeburg zugeordnet.

### Freikirchen
- Evangelisch-Freikirchliche Gemeinde (Baptisten)

## Politik

### Stadtrat
Der Stadtrat von Zerbst besteht aus 36 Mitgliedern und dem Bürgermeister. Die Kommunalwahl am 9. Juni 2024 führte bei einer Wahlbeteiligung von 59,3 % zu folgendem Ergebnis:
| Partei / Wählergruppe                       | Stimmenanteil 2019 | Sitze 2019 |        | Stimmenanteil 2024 | Sitze 2024 |
| ------------------------------------------- | ------------------ | ---------- | ------ | ------------------ | ---------- |
| AfD                                         | 14,8 %             | 5          | 28,7 % | 10                 |            |
| Freie Fraktion Zerbst (FFZ)                 | 18,3 %             | 7          | 22,3 % | 08                 |            |
| CDU                                         | 19,0 %             | 7          | 19,5 % | 07                 |            |
| SPD                                         | 16,6 %             | 6          | 13,3 % | 05                 |            |
| Die Linke                                   | 08,6 %             | 3          | 04,9 % | 02                 |            |
| Bündnis 90/Die Grünen                       | 06,6 %             | 2          | 04,8 % | 02                 |            |
| FDP                                         | 09,3 %             | 3          | 03,9 % | 01                 |            |
| Wählerliste Sport (WLS)                     | .                  | 1          | 02,5 % | 01                 |            |
| Unabhängige Wählergemeinschaft Zerbst (UWZ) | .                  | 2          | –      | –                  |            |
| Insgesamt                                   | 100 %              | 36         | 100 %  | 36                 |            |

### Bürgermeister
- 1990–2012: Helmut Behrendt (FDP)
- seit 2012: Andreas Dittmann (SPD)

Seit 1. Juli 2012 ist Andreas Dittmann Bürgermeister von Zerbst. Er wurde bei der Bürgermeisterwahl am 22. April 2012 mit 54,8 % der gültigen Stimmen gewählt. Am 26. Mai 2019 wurde er mit 78,8 % der gültigen Stimmen in seinem Amt bestätigt. Seine Amtszeit beträgt sieben Jahre.

### Wappen
Das Wappen wurde am 9. Februar 1995 durch das Regierungspräsidium Dessau genehmigt und im Landeshauptarchiv Magdeburg unter der Wappenrollennummer 10/1995 registriert.
| Wappen von Zerbst/Anhalt | Blasonierung: „In Silber eine gezinnte rote Stadtmauer mit offenem blaubedachtem Tor und aufgezogenem Fallgatter, hinter der Stadtmauer fünf ungleich große gezinnte rote Türme mit blauen Spitzdächern, darauf goldene Knäufe und Kreuze, die Stadtmauer ist belegt mit zwei Schilden: der vordere Schild ist gespalten, vorn in Silber am Spalt ein roter Adler, hinten neunmal von Schwarz und Gold geteilt, belegt mit einer grünen Raute; der hintere Schild zeigt in Silber eine schräg aufsteigende, gezinnte rote Mauer, auf deren Zinnen ein schwarzer Bär mit goldener Krone und Halsband aufsteigt.“ |
| Wappen von Zerbst/Anhalt | |

Die Stadtfarben zeigen Rot – Silber (Weiß).

### Flagge
Die Flagge ist rot-weiß gestreift und mittig mit dem Wappen der Stadt belegt. Sie wurde am 24. Juli 1995 durch das Regierungspräsidium Dessau genehmigt.

### Städtepartnerschaften
- Jever in Deutschland
- Nürtingen in Deutschland
- Puschkin in Russland

## Sehenswürdigkeiten
- Teufelstein (Zerbst)

### Stadtbild
Auch in Zerbst ersetzte im Zuge der Ostexpansion eine deutsche Burg eine Slawenburg. Der Bau am Zusammenfluss dreier Arme der Anhalter Nuthe entwickelte sich zu einer Burgsiedlung mit der 1215 erstmals erwähnten Bartholomäikirche. Im 17. und 18. Jahrhundert wich die Burganlage einem repräsentativen Schloss für die Fürsten von Anhalt-Zerbst. Die Altstadt bestand bis zu ihrer kriegsbedingten Zerstörung 1945 überwiegend aus Fachwerkbauten und einigen repräsentativen Massivbauten wie dem Rathaus. Mehrere große Ruinen werden als bauliche Mahnmale der Zerstörung und gegen den Krieg erhalten.
In der Altstadt sind mehrere historische Kirchenbauten, das ehemalige Zisterzienser-Nonnenkloster, das Francisceum (ehemaliges Franziskanerkloster von 1246), das Gildehaus, die sandsteinerne Rolandstatue von 1446, die Stadtmauer mit mehreren Türmen und Toren in unterschiedlichen Erhaltungszuständen (das Wappen der Stadt zeigt die Mauer und alle fünf Türme) sowie einzelne Fachwerkhäuser erhalten, die aber kein zusammenhängendes Ensemble mehr bilden. Ansonsten besteht die Bebauung überwiegend aus Gebäuden, die seit den 1950er Jahren errichtet worden sind. Vom Schlossbezirk sind nach dem Brand und der Sprengung von Corps Logis und Westflügel des Schlosses in den Jahren 1945 und 1947 noch der Ostflügel, die Wache, die restaurierten Kavaliershäuser mit aufwändigen barocken Verzierungen und die Ruine des Marstalls erhalten.

### Bauwerke

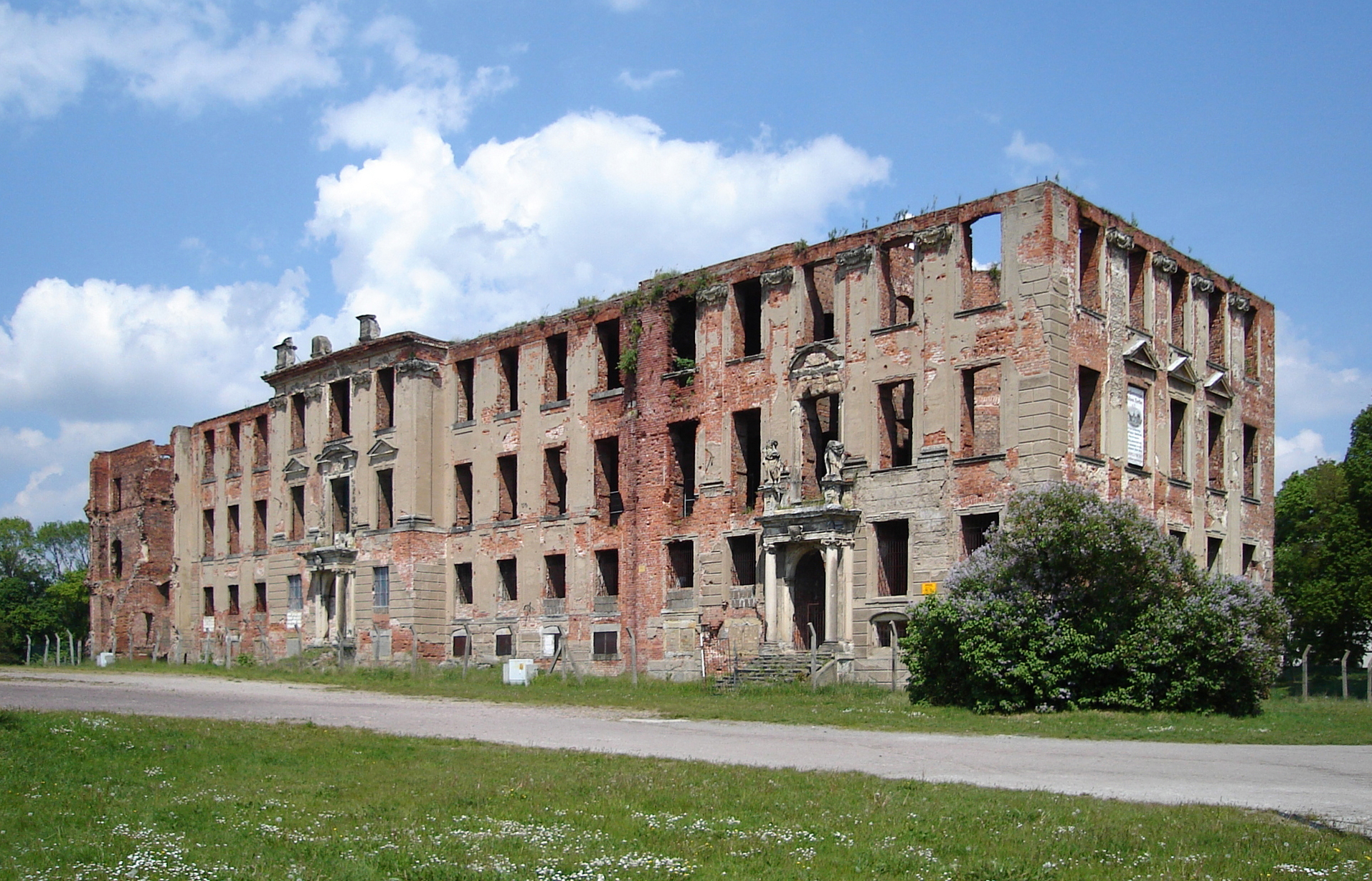
Ruine des Ostflügels des Residenzschlosses, Zustand 2005

Das ab 1681 errichtete Residenzschloss der Fürsten von Anhalt-Zerbst war eine große dreigeschossige, dreiflügelige Anlage mit Mittelrisaliten. Es wurde nach Plänen von Cornelis Ryckwaert erbaut und nach dessen Tod von G. Simonetti fortgeführt. Der Westflügel entstand 1705 bis 1711 und enthielt die Schlosskapelle mit Gruft der Zerbster Askanier. Das Corps de logis war dominant durch seinen Turm von Johann Christoph Schütze. Der Ostflügel wurde 1744 bis 1747 nach Entwürfen von Georg Wenzeslaus von Knobelsdorff ausgeführt, wie auch die Dekoration des Audienz-Saals. Das Schloss enthielt bedeutende Zeugnisse der friderizianischen Rokoko-Raumkunst von Johann Michael Hoppenhaupt. Es beherbergte zuletzt das Anhaltische Staatsarchiv, das Zerbster Stadtarchiv und das Anhaltische Landesmuseum. Das Schloss wurde am 16. April 1945 durch einen US-amerikanischen Luftangriff zerstört und nach 1945 bis auf den Ostflügel abgetragen. Dieser ist als Ruine erhalten. Um den fortschreitenden Verfall der Bausubstanz zu stoppen, wurden 2005 auf Initiative eines Fördervereins Sicherungsarbeiten mit dem Ziel eines späteren Wiederaufbaus eingeleitet. Inzwischen wurden mehrere Innenräume hergerichtet, die unter anderen zu Ausstellungszwecken genutzt werden. Im Schlossgarten befindet sich die ehemalige fürstliche Reitbahn, heute restauriert als Stadthalle genutzt.

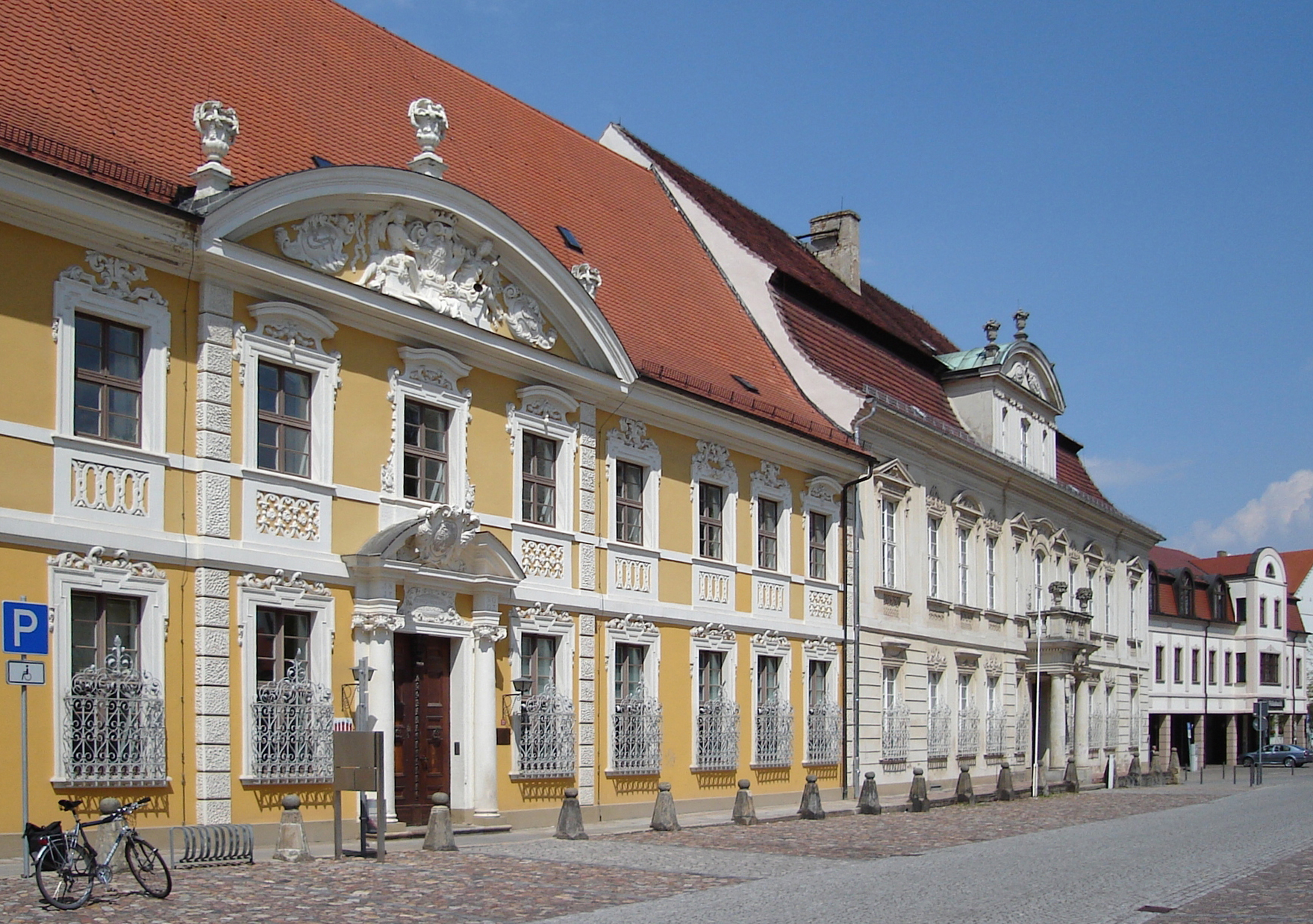
Schlossfreiheit, barocke Kavaliershäuser

An der Schlossfreiheit befinden sich neben der ehemaligen Schlosswache zwei 1710 bis 1713 von Johann Tobias Schuchardt erbaute barocke Kavaliershäuser, die zunächst als Wohngebäude höchster Hofbeamter und später zu Verwaltungszwecken genutzt wurden. Sie brannten am 19. April 1945 nach einem Luftangriff aus und wurden 1958 bis 1960, äußerlich in alter Form, wieder aufgebaut.
Die Trinitatiskirche wurde 1683 bis 1696 nach Plänen des Baumeisters Cornelis Ryckwaert für die Lutheraner als kreuzförmiger Zentralbau im Barockstil errichtet. Bei einem Luftangriff am 14. April 1945 wurde sie schwer beschädigt, am 16. April brannte sie samt wertvoller Ausstattung aus. 1951 bis 1967 erfolgte der Wiederaufbau unter Verzicht auf die Emporen.

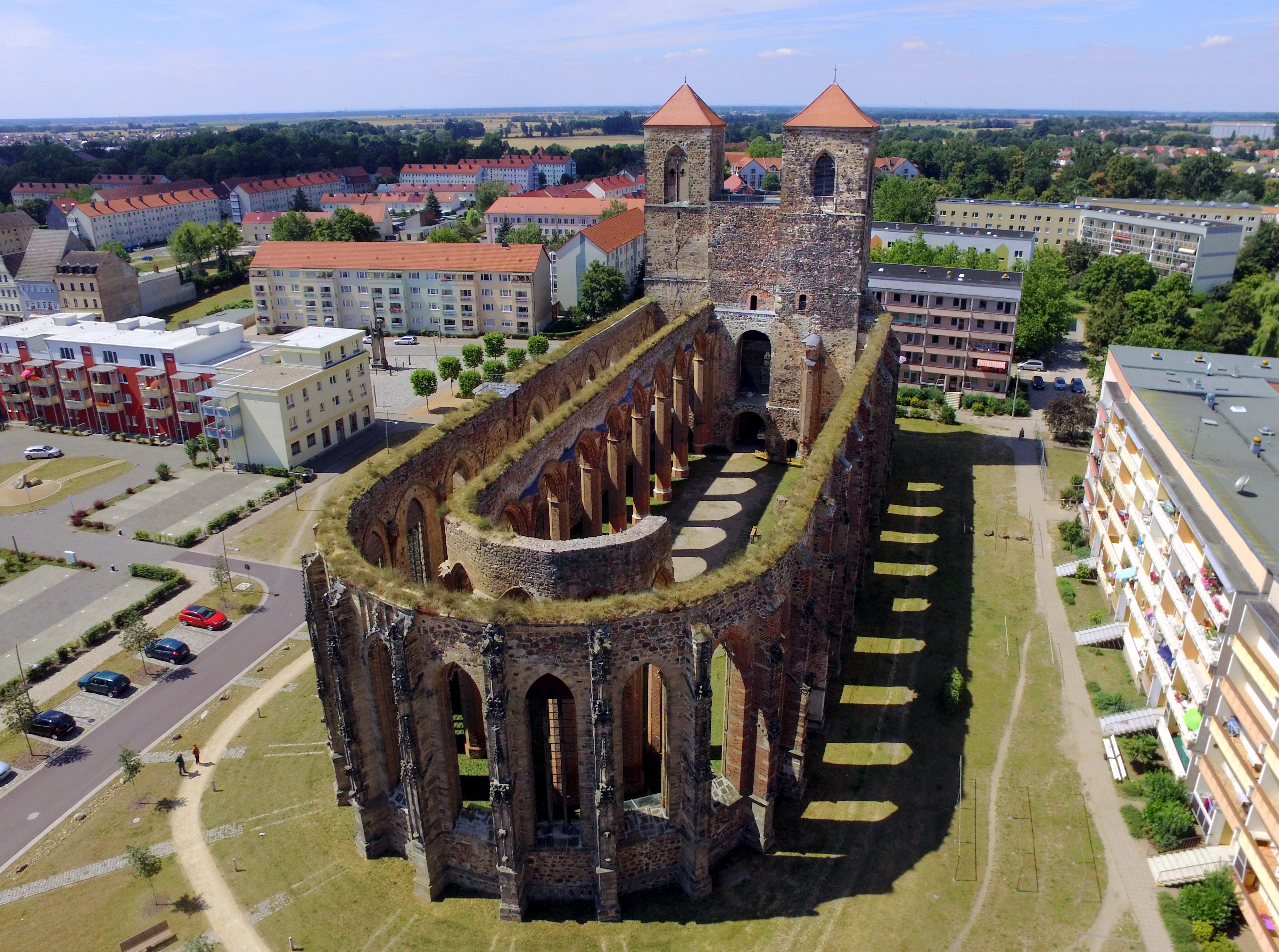
Ruine der ev. Nikolaikirche

Die Nikolaikirche war eine spätgotische, dreischiffige Hallenkirche, die ab 1430 als Pfarrkirche der Stadt erbaut wurde. Sie hatte eine reiche Ausstattung. Am 16. April 1945 brannte die Kirche bei einem Luftangriff bis auf die Umfassungsmauern aus und ist seither eine Ruine. Der Mittelturm wurde gesprengt, sodass nur noch der Nord- und der Südturm zu sehen sind. Seit 1991 finden Sicherungsarbeiten statt, an denen unter anderem die Deutsche Stiftung Denkmalschutz beteiligt ist. Im Nordturm wurde eine Glockenstube eingerichtet. Dort wurde am 1. September 2007 die erste sanierte Glocke wieder eingebaut. Es folgten bis 2008 zwei weitere sanierte und eine neue Glocke, die durch einen Sponsor finanziert in der Kunst- und Glockengießerei Lauchhammer hergestellt wurde. Eine fünfte, ebenfalls historische Glocke steht zum Einbau bereit. Es ist geplant, sie im Südturm einzubauen. Die älteste Glocke stammt aus dem Jahr 1378, die beiden anderen bereits installierten historischen Glocken aus den Jahren 1447 und 1660.

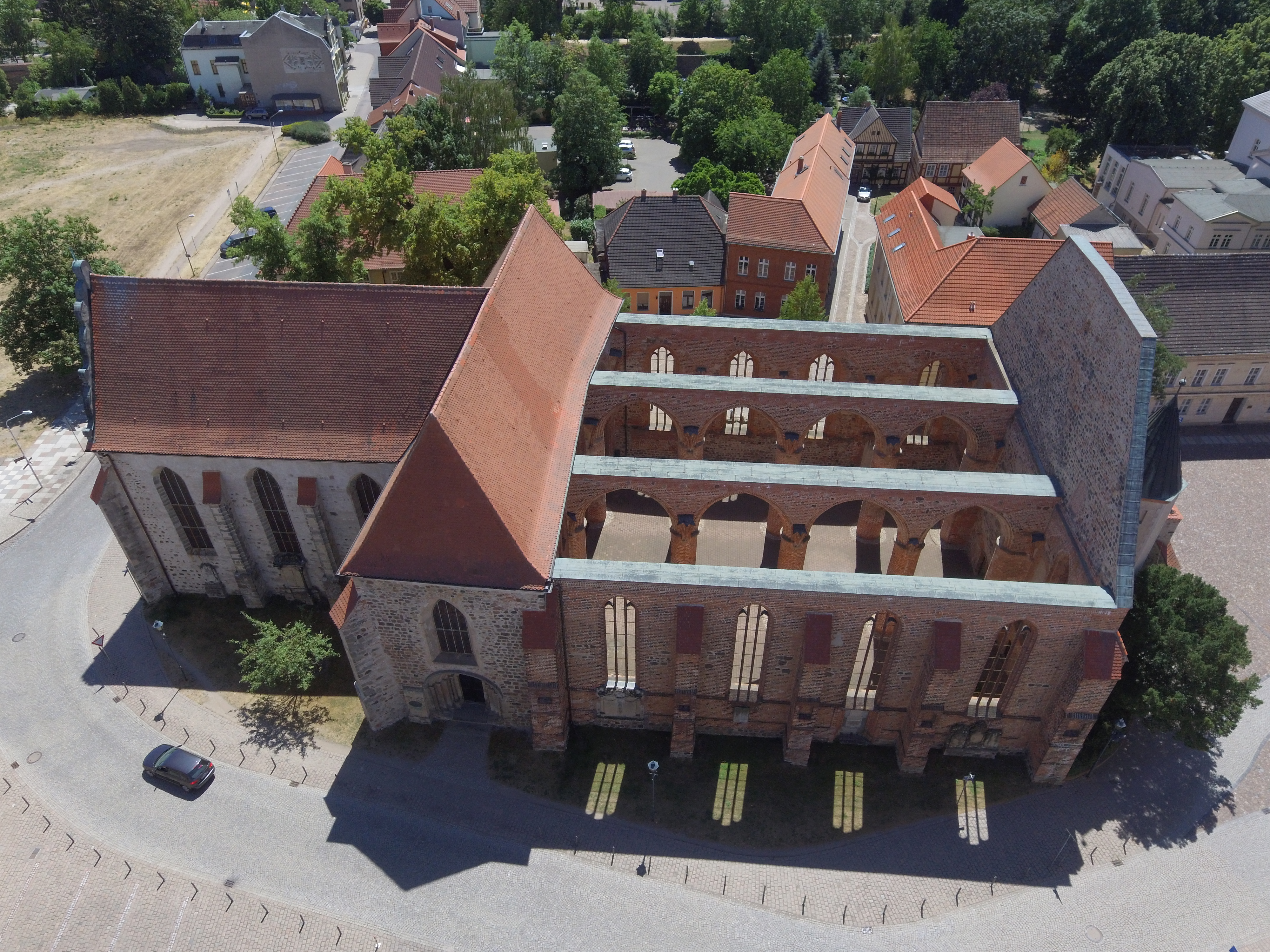
Bartholomäuskirche

St. Bartholomäi war Hofkirche des Schlosses und Grablege der Fürsten. Im Kern geht sie auf eine romanische Basilika aus Bruchstein zurück und wurde um 1215 geweiht. Der Umbau des Langhauses zur dreischiffigen Hallenkirche erfolgte im 15. Jahrhundert, unter Nutzung des Feldsteinmaterials der ursprünglichen Kirche. Weitere Um- und Anbauten in den folgenden Jahrhunderten. 1700 Anfügung der Fürstengruft in der Hof- und Stiftskirche. Der freistehende Glockenturm aus Feldsteinen erhielt diese Funktion im 15. Jahrhundert, vorher war der Dicke Turm wohl der Bergfried des Burgbezirks. Im 16. Jahrhundert bekam er einen Renaissance-Aufbau. Kirche und Turm brannten durch Artilleriebeschuss am 18. April 1945 mitsamt der sehr wertvollen Innenausstattung aus. Chor und Querschiff wurden wiederaufgebaut, das Langhaus ist gesicherte Ruine. Der Turm erhielt ein einfaches Zeltdach.

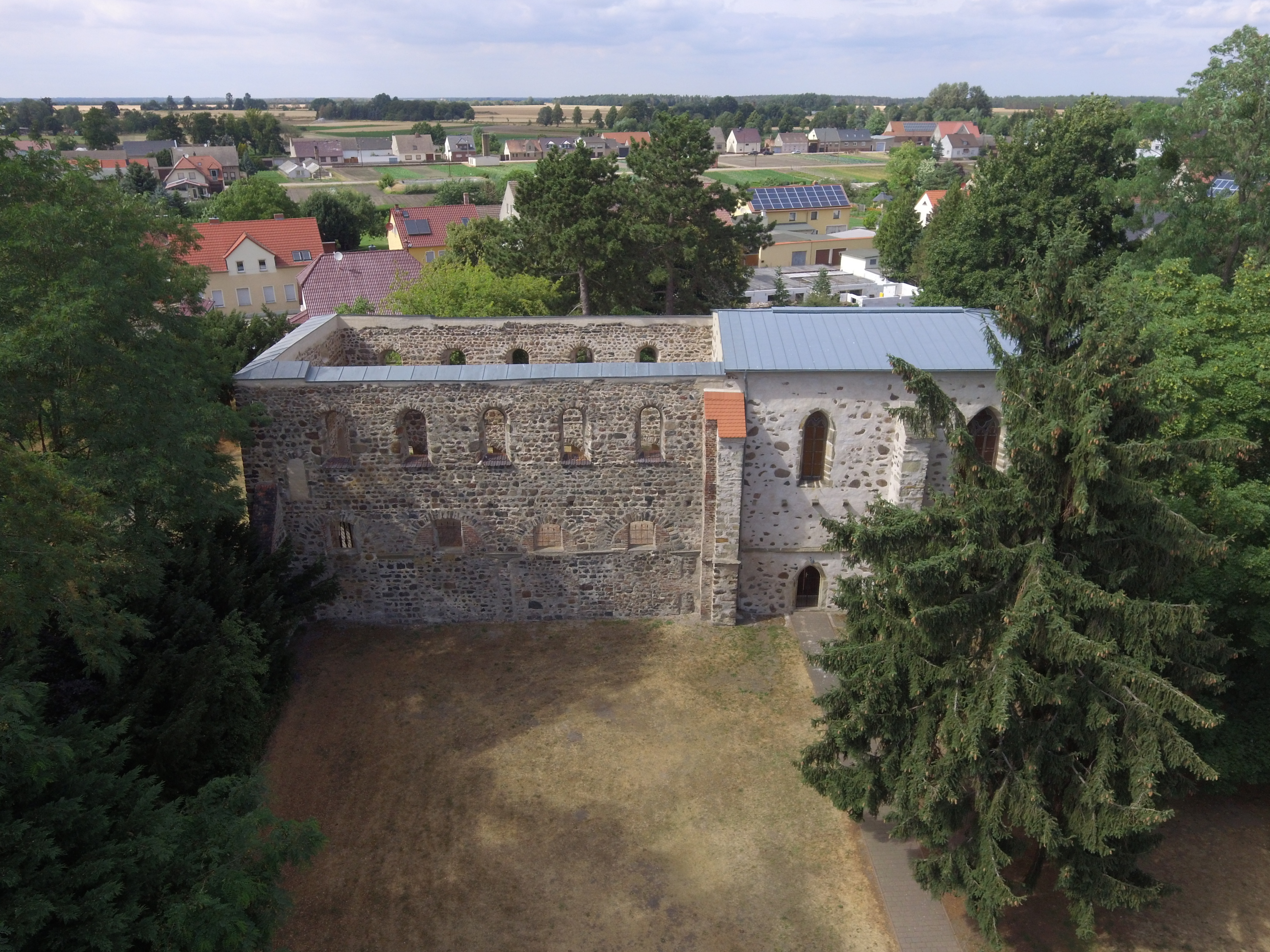
Die Teilruine der Kirche St. Marien

St. Marien war die Pfarrkirche der außerhalb der Stadtmauer gelegenen Vorstadt Ankuhn im Norden Zerbsts. Ursprünglich als Feldsteinkirche errichtet, wurde sie später umgebaut und erweitert. Bei dem Luftangriff am 16. April 1945 wurde sie bis auf die Umfassungsmauern zerstört und damit zur Ruine. Nur der Chor erhielt ein Notdach. Er wurde 1991 durch eine Glas-Stahl-Wand vom Kirchenschiff getrennt und danach wieder zu Gottesdiensten genutzt. Neben der Kirche steht ein hölzerner Turm mit einer kleinen Glocke aus der Klosterzeit um 1250.

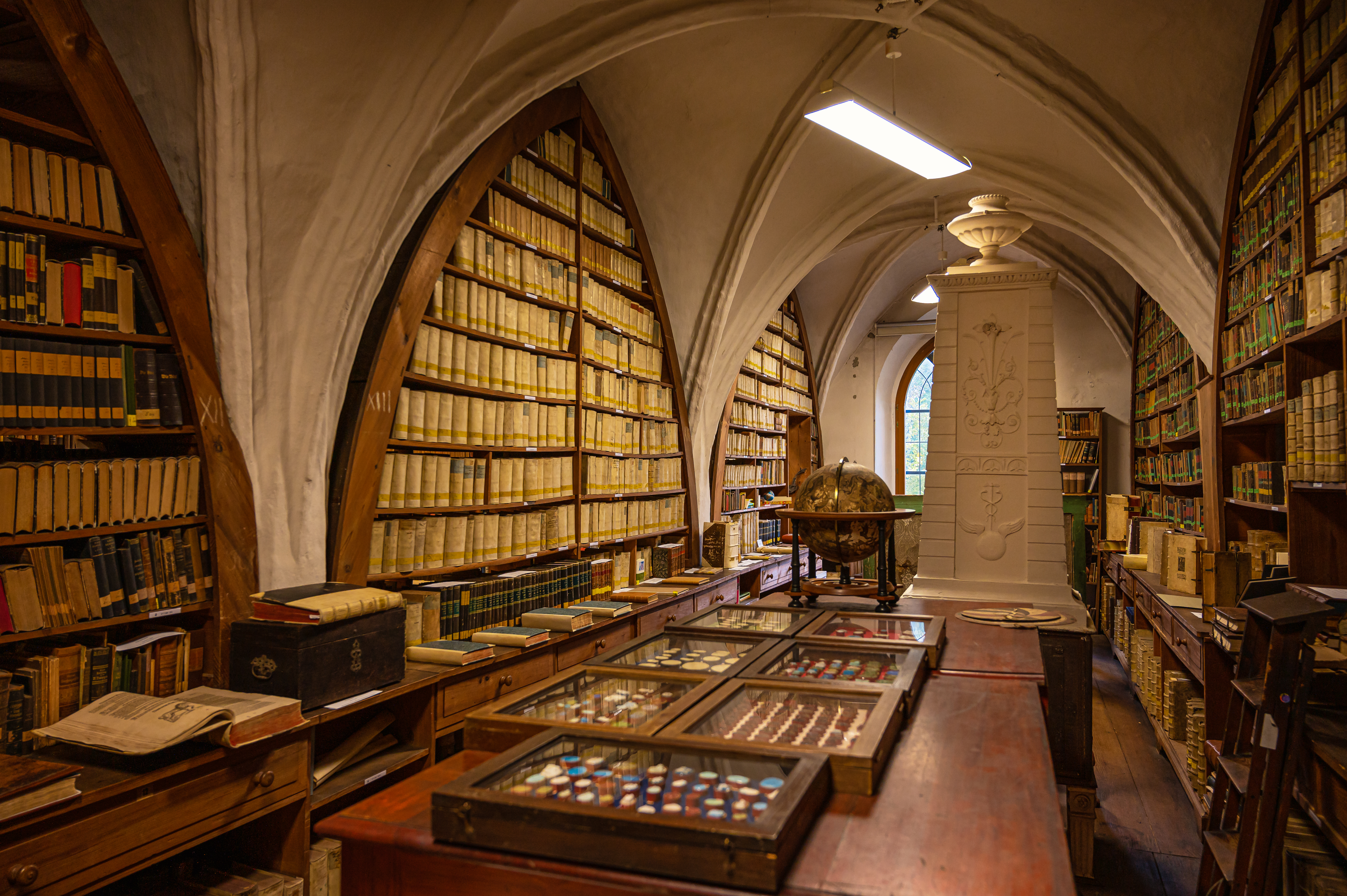
Francisceumsbibliothek Zerbst

Das Francisceum Zerbst war ein 1235 gegründetes Franziskaner-Kloster. Es ist mit Kreuzgängen und Gewölben sehr gut erhalten und wird durch das Gymnasium, das Museum der Stadt Zerbst und die Francisceumsbibliothek genutzt. Das Museum der Stadt Zerbst beschäftigt sich in seiner Dauerausstellung mit der Ur- und Frühgeschichte sowie der Stadt-Reformationsgeschichte in Zerbst und dem Land Anhalt. Mit der Sammlung „Katharina II.“ betreibt das Museum eine Außenstelle im Rathaus, die der russischen Zarin gewidmet ist, die 1729 als Prinzessin Sophie Auguste Frederike von Anhalt-Zerbst geboren wurde.
Die Francisceumsbibliothek ist eine öffentlich zugängliche wissenschaftlich-historische Gymnasialbibliothek, deren Bestand 45.000 Bände zur Präsenzbenutzung im Lesesaal und 14.000 Bände als Freihandaufstellung umfasst. Einen bedeutsamen Bestandteil der Büchersammlung bilden u. a. Handschriften, Inkunabeln, Reformationsschriften sowie eine Leichenpredigten-Sammlung.
Im ehemaligen Augustiner-Kloster predigte Martin Luther. Die Reste der Gebäude sind in einem heutigen Alten- und Pflegeheim enthalten.
Weitere Bauwerke sind ein kleiner und großer Klosterhof, als Reste eines früheren Zisterzienserinnen-Klosters. Wenige Fachwerkhäuser auf der Breite haben die kriegsbedingte Zerstörung Zerbstes überstanden. Das Portal des Hauses Mühlenbrücke 60 stammt von 1667 und zeigt prächtige Schnitzereien. Das historische Postgebäude von 1897 wurde im Stil des Historismus errichtet, während das Landratsamt um 1900 Elemente des Jugendstils aufweist.
Die Stadtbefestigung ist noch weitgehend erhalten. So besteht ein großer Teil der Stadtmauer, mehrere Stadttore und Türme beispielsweise aus dem 15. Jahrhundert.
Katharina der Großen, die dem Zerbster Fürstenhaus entstammte und die 1744 von Zerbst aus ihre Reise nach Russland antrat, wird eine touristische Route durch die Stadt gewidmet. Auf zehn Stationen wird die Historie der Stadt mit der des Fürstenhauses von Anhalt-Zerbst verknüpft.

### Zerstörte und nicht wiedererrichtete Bauten

Zerbst im Juni 1907 (Festumzug)

Bis zur Zerstörung am 16. April 1945 bot die Zerbster Altstadt ein geschlossenes historisches Stadtbild mit Gebäuden aus dem 16. bis 19. Jahrhundert, insbesondere viele Fachwerk- und Renaissancebauten. Vollkommen zerstört oder ausgebrannt und danach abgetragen wurden unter anderem:

Ansichtskarte des Rathauses von Zerbst um 1910

- Das Rathaus, als Backsteinbau im 15. Jahrhundert errichtet, später erweitert und mehrfach renoviert. Es hatte ein Renaissance-Portal und beherrschte zusammen mit der dahinter liegenden Nicolaikirche im Norden den Marktplatz, das Zentrum der Bürgerstadt. Am 16. April 1945 brannte es aus, die Ruine wurde abgetragen.
- Das Neue Haus (Markt 11, Ecke Brüderstraße): 1534–1545 als Kaufhaus, Schöffengericht und Ratskeller gebaut, 1839 zur Bürgerschenke umgestaltet. Hauptportal in Renaissance-Form, andere Portale im gotischen Stil errichtet. Das Obergeschoss wurde bei einem Luftangriff am 14. April 1945 zerstört, das übrige Gebäude brannte an den beiden Folgetagen durch Artillerie-Beschuss aus. Die Ruine wurde 1967 abgetragen, das Hauptportal geborgen.
- Die meisten Bürgerhäuser, auf der Ost- und Westseite des Marktes, am Hohen Holzmarkt und Fischmarkt.
- Der größte Teil der Fachwerkhäuser in der Altstadt, darunter die Hofapotheke mit Portal von 1676, die Ratsapotheke von 1610 und die „Schleibank“. Bei den vernichteten Bürgerhäusern handelte es sich zum Teil um bemerkenswerte barocke Giebelhäuser und klassizistische Bauten.
- Der Hauptflügel mit Turm und der Westflügel des Schlosses.
- Die Kämmerei, südwestlich des Schlosses, erbaut um 1700.
- Der Marstall, westlich des Schlosses mit Pferdestall und Kutschenremisen.
- Die Orangerie, nördlich des Schlosses, erbaut vor 1714, umgebaut 1740 durch Johann Christoph Schütze. Die Ruine diente noch als Freilichtbühne.
- Die Blumenmühle. (Ein Schwesternbau mit gleichem Grundriss und Aussehen ist die Hintermühle in Bad Belzig. Einem Verwandten des Belziger Müllermeisters Jaeger gefiel die Hintermühle so sehr, dass er sie in Zerbst nachbauen ließ und Blumenmühle nannte.) Technische Zeichnung der Blumenmühle von Edmund Jaeger.[35]
- Die 1905 durch Fürst Franz geförderte, eingeweihte Synagoge Brüderstraße/Wolfsbrücke, im Novemberpogrom 1938 verwüstet, dann als DRK-Heim genutzt. Zerstört durch Volltreffer am 16. April 1945. Gedenktafel seit 1993.[36]

### Friedhöfe und Gedenkstätten

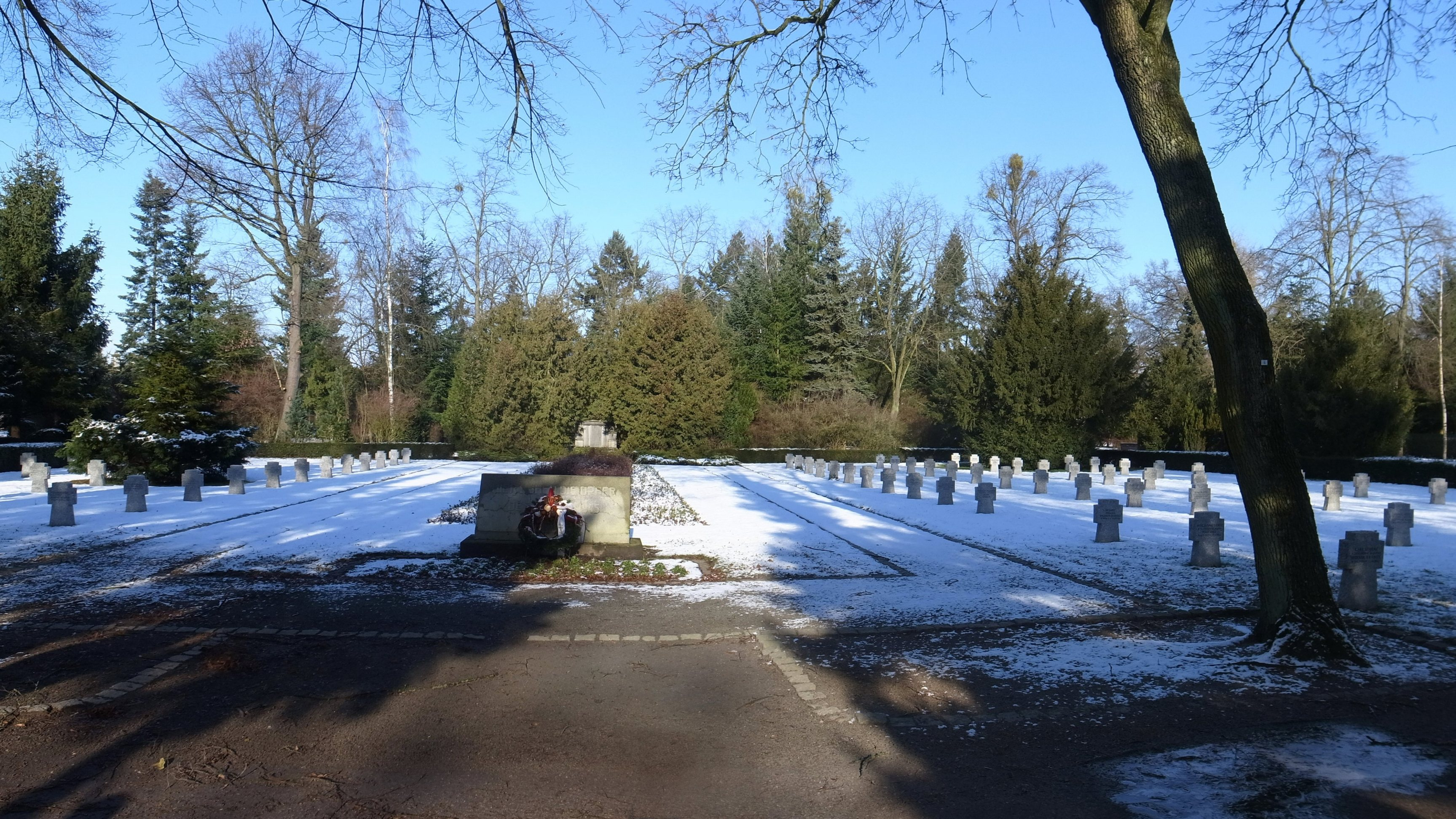
Bombenopfer 1945 Begräbnisstätte

- Innerhalb des Heidetorfriedhofs findet sich ein Ehrenfriedhof für die Opfer des Bombenangriffs vom 16. April 1945. Von den 574 Luftkriegstoten im April 1945 fanden 434 hier ihre letzte Ruhestätte.[37]
- Gedenkstein auf dem „Alten Russenfriedhof“ (im Volksmund auch „Muchelnfriedhof“ genannt) zur Erinnerung an 21 sowjetische Sanitätssoldaten, die gegen Kriegsende Opfer eines Luftangriffs wurden.
- Der Frauentor-Friedhof wurde 1595 für die St.-Bartholomäus-Gemeinde angelegt und 1816 umgestaltet. Der Weg zum Friedhof führt durch ein Sandsteinportal. Der Friedhof weist zahlreiche historische Grabdenkmäler auf, darunter einige aus der Barock-Zeit aus der Mitte des 18. Jahrhunderts.
- Auf dem in den 1980er Jahren wiederhergestellten Jüdischen Friedhof an der Grünen Straße befinden sich noch 40 bis 50 erhaltene Grabstellen.[38]
- Gedenkstätte auf dem Heidetorfriedhof für Opfer des NS-Terrors und für Widerstandskämpfer, darunter die Zerbster Kommunisten Max Sens, Fritz Brandt (Widerstandskämpfer), Max Kilz und Otto Hörnicke.

### Denkmale und Skulpturen

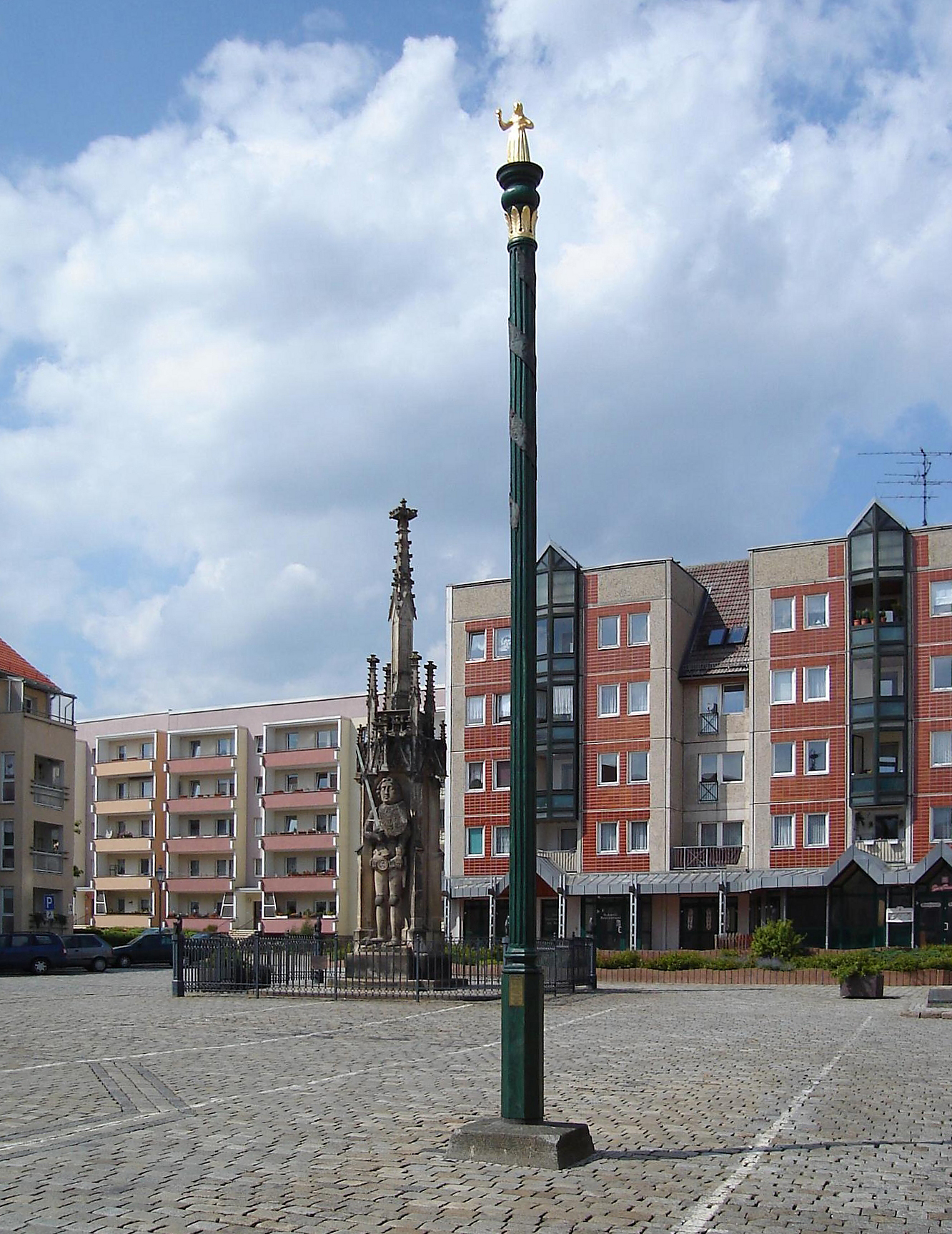
Der Marktplatz mit Roland (hinten) und Butterjungfer (vorn)

- Am 30. April 1899 wurde ein Büstendenkmal für den Schlachtenlenker der Einigungskriege, Generalfeldmarschall Helmuth Fürst von Moltke, auf dem Moltkeplatz errichtet. Die Büste war nach einem Entwurf des Berliner Bildhauers Friedrich Pfannschmidt gegossen worden.
- Denkmal für die Opfer des Faschismus von Professor Gustav Weidanz aus dem Jahre 1951 auf dem Platz Roter Garten; in der Gruft darunter eingefügt vier Urnen mit der Asche von 74 polnischen Häftlingen des Lagers Straguth
- Denkmal von dem Bildhauer Lutz Gaedicke aus dem Jahre 1970 am Francisceum Sek II (zu DDR-Zeiten Albert-Kuntz-Schule), Am Weinberg 1, zur Erinnerung an den kommunistischen Widerstandskämpfer Albert Kuntz, der 1945 im KZ Dora-Mittelbau ermordet wurde.
- Gedenktafel aus dem Jahre 1976 an den Grundmauerresten der Feldscheune von Straguth an die 200 polnischen Gefangenen, die hier elend zugrunde gingen.
- Gedenkstein auf dem Hof der Schule an der Schloßfreiheit, die zu DDR-Zeiten den Namen von Max Sens trug.

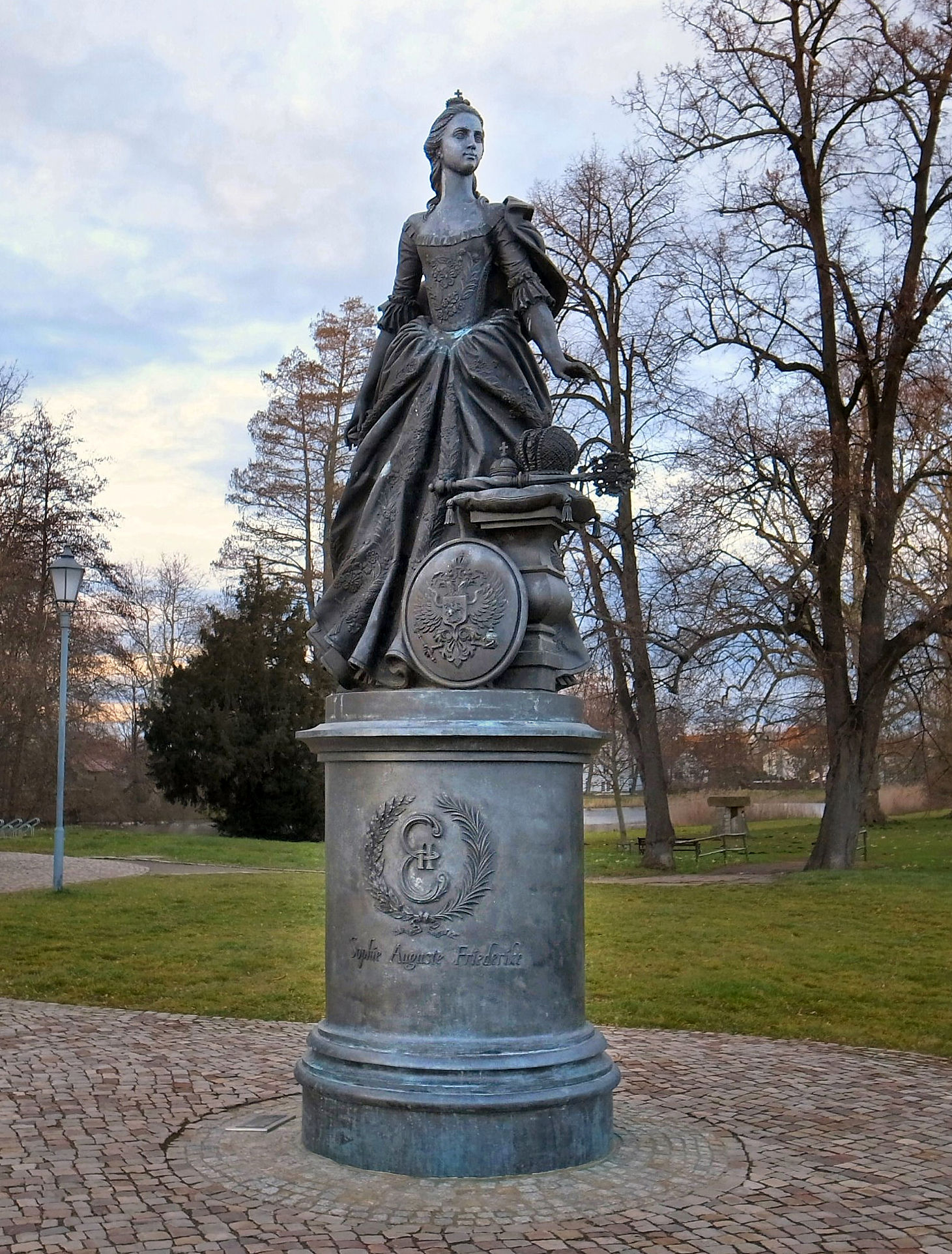
Katharina-Denkmal

- Das Katharina-Denkmal befindet sich im Zerbster Schlossgarten. Es soll an die russische Zarin Katharina II. erinnern, die als Prinzessin Sophie Auguste Friederike von Anhalt-Zerbst von 1742 bis 1744 in Zerbst lebte. Die in Bronze gegossene, 4,70 m große Statue wurde von dem Moskauer Bildhauer Michail Perejaslawez geschaffen und am 9. Juli 2010 eingeweiht.
- Die Roland-Statue am Marktplatz wurde 1445 als Sinnbild der Stadtfreiheit als 9 m hohe Sandsteinfigur von Meister Curd errichtet. Die Figur erhielt später einen Baldachin und einen Eisenzaun mit anhaltischen Bären an den Ecken. 1945 beschädigt, wurde der Roland 1980 restauriert.
- Die Butterjungfer am Markt ist eine vergoldete Metall-Figur auf einer Säule. Sie ist seit 1403 nachweisbar, die heutige Figur stammt von 1647.
- Die Zerbster Wasserjette wurde als Brunnenfigur aus Sandstein in Erinnerung an Henriette Schulze, ein Zerbster Original, 1984 errichtet. Nachdem sie 2020 vandaliert wurde, wurde sie durch eine Kopie in Bronze ersetzt.[39][40][41]

### Zerbster Institutionen
- Amtsgericht Zerbst
- Museum der Stadt Zerbst
- Stadtarchiv Zerbst
- Francisceum, Gymnasium, frühere Universität
- Francisceumsbibliothek
- Küchmeister- und Lietzo’sches Familienstipendium in Zerbst
- Sieberlehnsches Stipendium zu Zerbst
- Förderverein Zerbster Schloss e. V.

## Wirtschaft und Infrastruktur

### Ansässige Unternehmen
- Allfein Feinkost GmbH & Co.: Hauptsitz in Lohne, Tochterfirma der Wiesenhof Geflügel-Kontor GmbH, Hersteller von Geflügel-Feinkostprodukten für Discountmärkte (das Werk Zerbst ist eines der zwei Werke des Unternehmens.)
- KmB: Automobilzulieferer, Hersteller von Komponenten für den Maschinenbau und die Fahrzeugindustrie
- WEMA Werkzeugmaschinenfabrik Zerbst: Tochtergesellschaft der EMAG-Gruppe, Herstellung von Dreh- und Schleifmaschinen.
- Anhalter Fleischwaren GmbH Zerbster Original, Standort der Zur Mühlen ApS & Co. KG mit etwa 300 Beschäftigten
- Schraubenwerk Zerbst GmbH, Hersteller von Schrauben und Verbindungselementen für die Windindustrie, etwa 240 Mitarbeiter
- Standort einer Wäscherei des französischen Konzerns Elis

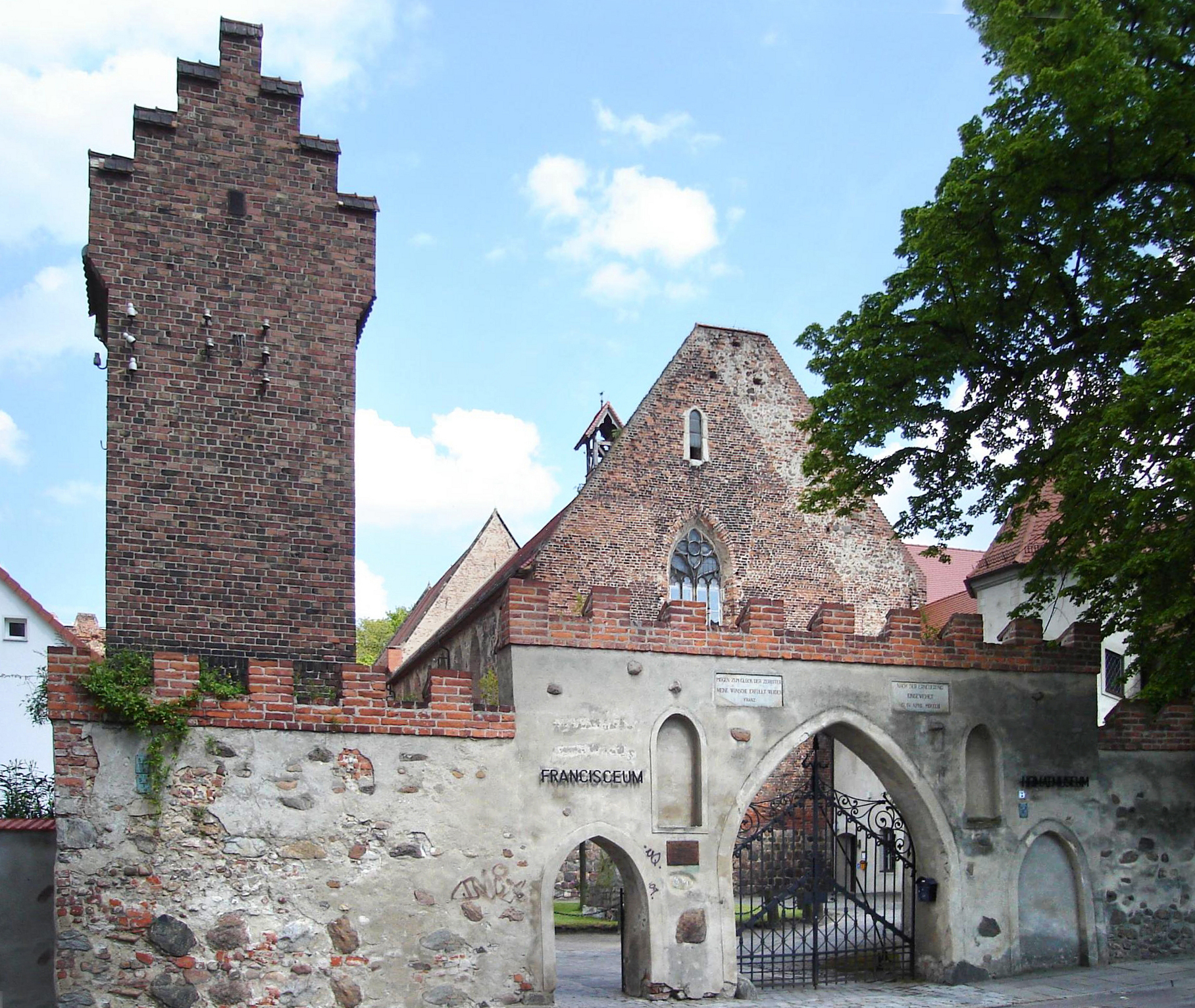
Francisceum, ältestes Gymnasium in Sachsen-Anhalt

- Fahrradvertrieb Derby Cycle[42]

### Verkehr
Durch das Zerbster Stadtgebiet verläuft die Bahnstrecke Biederitz–Trebnitz–Leipzig. In Zerbst befindet sich ein Haltepunkt und in Güterglück ein Bahnhof. Die Bedienung des Haltepunkts Jütrichau wurde 2012 im Zuge der Streckenmodernisierung eingestellt. Es verkehren stündlich Regional-Express-Züge der Relation Magdeburg–Dessau–Leipzig.
Das Bahnhofsumfeld in Zerbst wurde zwischen 2016 und 2019 neugestaltet. Etwa 900 Fahrgäste nutzen die Station täglich.
Die Stadt liegt an den Bundesstraßen 184 (Leipzig–Magdeburg) und 187a (Köthen–Zerbst). Die nächstgelegenen Autobahn-Anschlussstellen befinden sich etwa 25 km südöstlich (Dessau-Ost und Coswig an der A 9 München–Berlin) sowie etwa 35 km nördlich (Burg-Ost an der A 2 Berlin–Dortmund).
Der nächstgelegene Binnenhafen befindet sich an der Elbe in Roßlau.
Der Flughafen Leipzig/Halle liegt etwa 86 km von Zerbst, der Flugplatz Dessau ist etwa 25 km entfernt.

### Sport
Der SKV Rot-Weiß Zerbst ist 16-mal in Folge deutscher Meister und mehrfacher Weltpokalsieger im Classic-Kegeln.

## Persönlichkeiten

### Ehemalige Ehrenbürger
(Laut städtischer Satzung erlischt eine Ehrenbürgerschaft mit dem Tod ihres Trägers.)
- 1893: Heinrich Christoph Gottlieb Stier, Gymnasialdirektor
- 1897: Heinrich Sitzenstock, Buchdrucker und Buchhändler
- 1898: Friedrich von Kracht, Generalmajor
- 1907: Carl Friedrich Sandkuhl, Geheimer Kommerzienrat
- 1925: Hermann Wäschke, Historiker, Archivrat in Zerbst, Autor und Mundartdichter
- 1935: Adolf Hitler, Reichskanzler und Reichspräsident (sog. „Führer“ des Deutschen Reiches), 2007 wurde die Ehrenbürgerschaft vom Stadtrat der Stadt Zerbst/Anhalt aberkannt
- 1935: Wilhelm Friedrich Loeper, NS-Gauleiter, 2007 wurde die Ehrenbürgerschaft vom Stadtrat aberkannt

### Ehrenbürger
- 1992: Erich Hänze, Kreisdenkmalpfleger
- 2021: Dietrich Franke, Oberkirchenrat i. R.

### Söhne und Töchter der Stadt

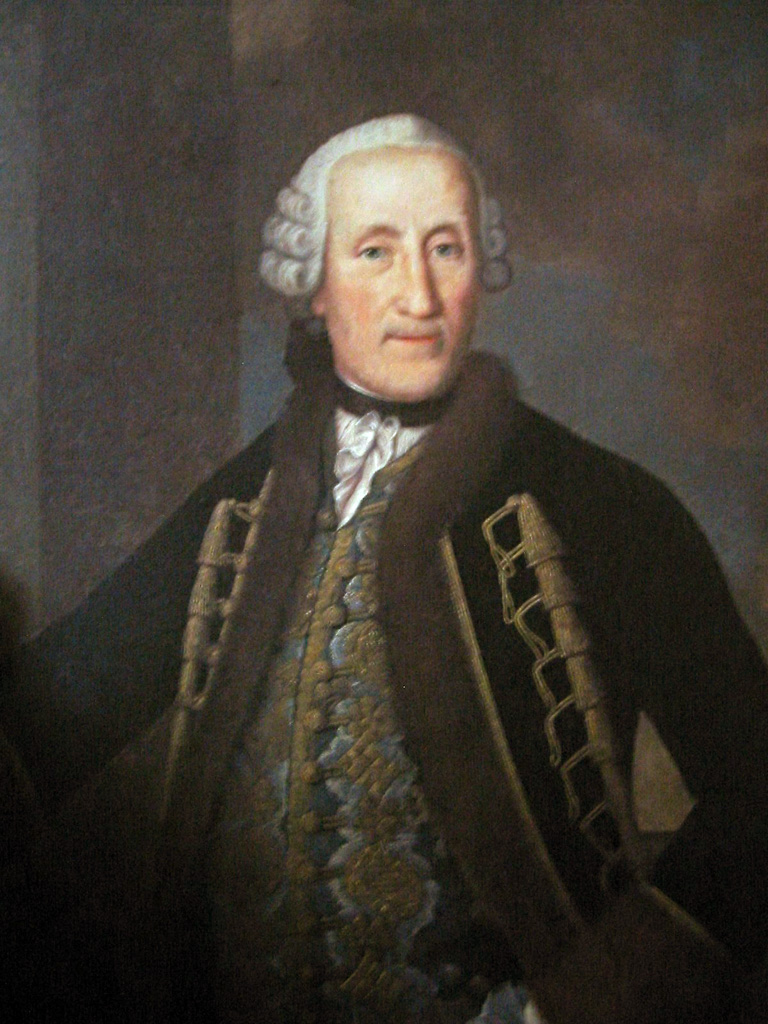
Friedrich Joachim Stengel

- Anna Maria von Anhalt (1561–1605), Fürstäbtissin von Gernrode und Herzogin von Brieg-Liegnitz-Wohlau-Ohlau
- Elisabeth von Anhalt (1563–1607), Prinzessin von Anhalt und Kurfürstin von Brandenburg
- Wolfgang Amling jun. (1569–1613), Jurist
- Abraham Theopold (1592–1657), reformierter Theologe
- Peter Hagendorf (um 1600–1679), Söldner im Dreißigjährigen Krieg
- Dorothea von Anhalt-Zerbst (1607–1634), Herzogin zu Braunschweig-Lüneburg
- Eleonore von Anhalt-Zerbst (1608–1681), Herzogin von Schleswig-Holstein-Sonderburg-Norburg
- Friedrich von Jena (1620–1682), Rechtswissenschaftler, Diplomat und Staatsmann
- Johann VI. von Anhalt-Zerbst (1621–1667), regierender Fürst von Anhalt-Zerbst
- Gottfried von Jena (1624–1703), Professor, Gesandter
- Friedrich Wilhelm von Proeck (1632–1688), Obermarschall
- Johann Christoph Bekmann (1641–1717), Historiker
- Karl Wilhelm von Anhalt-Zerbst (1652–1718), 44 Jahre regierender Fürst
- Anton Günther von Anhalt-Zerbst (1653–1714), Prinz von Anhalt-Zerbst und königlich preußischer Generalleutnant
- Johann Adolf von Anhalt-Zerbst (1654–1726), Prinz von Anhalt-Zerbst, Offizier und Kirchenlieddichter
- Johann Ludwig I. von Anhalt-Zerbst (1656–1704), Offizier, Fürst von Anhalt-Zerbst
- Friedrich August von Röseler (1665–1738), Generalmajor
- Johann August von Anhalt-Zerbst (1677–1742), regierender Fürst
- Johann August von Voigt (1677–1742), Generalmajor
- Magdalena Augusta von Anhalt-Zerbst (1679–1740), Herzogin von Sachsen-Gotha-Altenburg
- Friedrich Joachim Michael Stengel (1694–1787), Architekt
- Johann Gottfried Schaumburg (1703–1746), Rechtswissenschaftler
- Ernst August Abel (um 1720–um 1790), Miniaturmaler
- Philipp Ernst Bertram (1726–1777), Rechtswissenschaftler und Historiker
- August Gottlob Friedrich Koltitz (1728–1799), evangelischer Theologe
- Lebrecht Bachenschwanz (1729–1802), Schriftsteller und Übersetzer
- Johann Siegmund Manso (1731–1796), Lehrer und Rektor
- Carl Friedrich Christian Fasch (1736–1800), Musiker, Komponist, Musiklehrer und Chorleiter
- Karl von Kalitsch (1746–1814), Wirklicher Geheimer Rat
- Wilhelm August Christian Abel (1748–nach 1803), Maler
- Christian Friedrich Sintenis (1750–1820), Theologe und Schriftsteller
- Johann Wilhelm Grüneberg (1751–1808), Orgelbauer
- Ferdinand Kunz (1755–1825), Hochschullehrer in Braunschweig
- Johann Carl Fürchtegott Schlegel (1758–1831), Konsistorialrat und Mitglied der Ständeversammlung für das Königreich Hannover
- Johann Gottfried Pfannenberg (1758–1816), Theologe und Schriftsteller
- Johann Ludwig Klohss (1770–1825), Stadtphysicus und Geburtshelfer
- Louis von Zerbst (1771–1853), Gutsbesitzer, Kammerjunker und Politiker
- Georg August Benjamin Schweikert (1774–1845), geboren in Ankuhn, Pionier der Homöopathie
- Christian Karl Leman (1779–1859), Rechtswissenschaftler und Hochschullehrer
- Samuel Heinrich Kunheim (1781–1848), Kaufmann und Unternehmer
- Adam von Klaette (1781–1851), Generalleutnant
- Carl Friedrich Kunz (1785–1849), Schriftsteller und Verleger
- Eduard von Wietersheim (1787–1865), Historiker und sächsischer Minister
- Julius Carl Pannier (1789–1856), Abgeordneter der Frankfurter Nationalversammlung und des Erfurter Unionsparlaments
- Heinrich Ritter (1791–1869), Philosoph
- Gustav Adolf Harald Stenzel (1792–1854), Historiker
- Franz Woltreck (1800–1847), Bildhauer
- Friedrich Woltreck (1804–1831), Maler
- Karl Friedrich Ferdinand Sintenis (1804–1868), Jurist und Politiker
- Karl Sintenis (1806–1867), Philologe
- Hermann Schmalz (1807–1879), geboren in Bonitz, Hochschullehrer in Dorpat, Abgeordneter im Preußischen Abgeordnetenhaus, im Konstituierenden Reichstag des Norddeutschen Bundes und im Reichstag (Deutsches Kaiserreich).
- Louis Kunheim (1808–1878), Chemiker und Industrieller
- Ferdinand Adolf Gelbcke (1812–1892), Pädagoge, Schriftsteller und Komponist
- Theodor Schwabe (1813–1880), anhaltisch-russischer Optik-Unternehmer
- Moritz von Bardeleben (1814–1890), Verwaltungsjurist, Politiker, Mitglied des Preußischen Herrenhauses
- Louis Ferdinand von Michelmann (1817–1892), Generalmajor
- Karl Wilhelm Nitzsch (1818–1880), Historiker
- Karl Luppe (1819–1867), evangelischer Theologe, Erzieher Friedrichs I. von Anhalt
- Rudolf Pannier (1821–1897), Jurist und Mitglied des Reichstags des Norddeutschen Bundes
- Hermann Raster (1827–1891), Abolitionist und Zeitungskorrespondent
- Jenny Hirsch (1829–1902), Schriftstellerin, Vorkämpferin der Frauenbewegung
- Paul Kummer (1834–1912), Priester, Lehrer, Mykologe und Botaniker
- Edmund Hedicke (1840–1923/24), Altphilologe
- Eduard Külz (1845–1895), geboren in Deetz, Physiologe
- Wilhelm Krauskopf (1847–1921), Radierer und Kunstpädagoge
- Emil Kaiser (1855–1882), Topograf
- Richard Edelmann (1861–1942), Veterinärmediziner
- Gustav Richter (1868–1941), Politiker (SPD)
- Otto Friedrich (1869–1955), Journalist und Senator der Freien und Hansestadt Lübeck
- Paul Richard Kahleyß (1872–nach 1935), Reichsgerichtsrat
- Maximilian Jagielski (1876–1912), Architekt
- Karl-Ludwig Schröder (1877–1940), Drehbuchautor, Filmagent
- R. Willy Knorr (1878–1937), Politiker (DNVP) und von 1931 bis 1933 Generalsuperintendent der Evangelischen Landeskirche Anhalts
- Karl Begrich (1879–1952), geboren in Schora, Theologe
- Max Joseph Husung (1882–1944), Bibliothekar und Einbandforscher
- Richard Janthur (1883–1956), Zeichenlehrer, Grafiker, Buchillustrator und Maler
- Carl-Ernst Bierwirth (1884–1944), Ministerialrat
- Max Preitz (1885–1971), Germanist
- Ernst Stieringer (1891–1975), Vizeadmiral (Ing.)
- Paul Jünemann (1891–1969), Maler, Illustrator und Autor
- Felix Kopprasch (1891–1946), Politiker (NSDAP)
- Adolf Krüger (1892–1974), Gewerkschafter und Politiker (USPD, SPD), Landtagsabgeordneter
- Reinhold Specht (1893–1960), Archivar
- Leopold Bürkner (1894–1975), Vizeadmiral im Zweiten Weltkrieg, Protokollchef der Regierung Dönitz
- Hans Lüdecke (1896–1972), Pflanzenbauwissenschaftler
- Rudolf Wilkendorf (1897–1985), Jurist
- Ernst Hörnicke (1898–1981), Politiker (KPD)
- Willy Wegener (1899–1983), Politiker (SPD, SED), Oberbürgermeister von Zerbst
- Rudolf Zoder (1899–1981), Historiker und Archivar
- Wilhelm Matthias (1899–1942), Hochschulleiter, Leiter des Nationalpolitischen Seminars an der Universität Leipzig
- Lotte Toberentz (1900–1964 oder später), Leiterin des SS-Mädchenkonzentrationslagers Uckermark
- Walther von Uckermann (1904–1945), Oberst der Wehrmacht
- Rudolf Hugk (1905–1987), Maler und Grafiker
- Erich Hoffmann (1906–1959), Journalist und Politiker (KPD)
- Max Syring (1908–1983), geboren in Reuden, Langstreckenläufer
- Werner Keller (1909–1980), geboren in Nutha, Verwaltungsbeamter, Journalist und Widerstandskämpfer gegen den Nationalsozialismus
- Fritz Stude (1914–2006), Diplomat, Gesandter, erster Generalkonsul der DDR in Leningrad (1966–1973)
- Reinhold Hennig (1919–2003), Journalist und Funktionär (NDPD), Volkskammerabgeordneter
- Fritz Franke (1921–1986), österreichischer Kaufmann und Politiker (FPÖ)
- Fritz W. Schulze (1921–2011), Anglist und Hochschullehrer
- Hans-Georg Krause (* 1926), Historiker und Hochschullehrer
- Kurt Schubert (* 1926), Politiker (NDPD), Volkskammerabgeordneter
- Siegfried Fink (1928–2006), Schlagzeuger und Komponist
- Joachim-Ernst Gierspeck (* 1929), Ingenieur und Politiker (LDPD)
- Hans-Joachim Bunge (1929–2004), Mineraloge und Kristallograph
- Werner Lüderitz (1929–2024), Tischtennisfunktionär
- Margrit Weimeister (* 1933), Landtagsabgeordnete (CDU)
- Manfred Bieler (1934–2002), Schriftsteller
- Ernst-Hasso Ritter (1936–2010), Jurist und Staatssekretär in Nordrhein-Westfalen
- Gunter Lange (* 1939), Generalmajor, Pilot und Verteidigungsattaché
- Detlef Raugust (* 1954), Fußballer
- Ute Rührold (* 1954), Rodlerin
- Martin Winter (1955–1988), Ruderer, Olympiasieger
- Martha Irene Leps (* 1959), Autorin und Illustratorin
- Klaus Stöhr (* 1959), Virologe und Epidemiologe
- Sigrid Hoth (* 1961), Tierärztin und Politikerin (FDP)
- Hans-Jürgen Ende (* 1962), Leichtathlet
- Almuth Tharan (* 1963), Politikerin (Bündnis 90/Die Grünen), Mitglied des Abgeordnetenhauses von Berlin
- Uwe Ampler (* 1964), Radrennfahrer
- Andreas Dittmann (* 1967), Bürgermeister von Zerbst
- Olaf Plassa (* 1969), Opern- und Konzertsänger
- Falk Bernau (* 1973), Jurist, Richter am Bundesgerichtshof
- Elrid Pasbrig (* 1974), Landtagsabgeordnete (SPD)
- Florian Anders (* 1980), Regisseur und Autor
- Carsten Straube (* 1984), Basketball-Schiedsrichter
- Martin Papke (* 1989), Politiker (CDU)

### Persönlichkeiten mit Verbindung zu Zerbst

Katharina II., genannt Katharina die Große

- Friedrich Ahlfeld (1810–1884), lutherischer Theologe und beliebter volkstümlicher Prediger und Autor, Gymnasiallehrer in Zerbst
- Wolfgang Amling (1542–1606), reformierter Theologe
- Johann Betichius (1650–1722), evangelischer Diakon in Zerbst und Kirchenliederdichter
- Johann Carl Corthum (1740–1815), Begründer einer bedeutenden Zerbster Handelsgärtner-Familie
- Gallus Dreßler (1533– um 1585), Kantor und Komponist
- Hubert Fabigan (1908–1995), 1942/44 Kreisleiter der NSDAP
- Theodor Fabricius (1501–1570), evangelischer Theologe und Reformator
- Gottfried Fähse (1764–1831), klassischer Philologe und Pädagoge
- Johann Friedrich Fasch (1688–1758), Komponist und Hofkapellmeister
- Karl Fiedler (1897–1945), Politiker (NSDAP) und SA-Führer, ab 1933 Kreisleiter in Zerbst
- Fritz Friesleben (1892–1954), Politiker (NSDAP), ab 1938 Kreisleiter in Zerbst
- Karl Gatermann der Jüngere (1909–1992), Maler
- Andreas Ottomar Goelicke (1671–1744), Mediziner und Hochschullehrer, war praktischer Arzt in Zerbst sowie Privatdozent
- Ernst Hahn (1865–1940), Oberbürgermeister von Zerbst 1896–1901
- Katharina die Große (1729–1796), Zarin von Russland
- Franz Kindscher (1824–1905), Archivar, Historiker
- Theodor Körner (1791–1813), Dichter der Befreiungskriege, wohnte 1813 in Zerbst
- Johannes Magirus (1615–1697), Mediziner, Mathematiker und Hochschullehrer, Stadtarzt von Zerbst
- Johann Major (1533–1600), evangelischer Theologe, Humanist und Poet
- Urban Pierius (1546–1616), evangelischer Theologe
- Theodor Christian Raumer (1644–1707), Rektor am Francisceum Zerbst
- Christoph Rothmann (1550/1560–um 1600), Mathematiker und Astronom
- Wilhelm Uebe (1857–1905), Kaufmann, Unternehmer und Drogist, entwickelte das analoge Fieberthermometer in der heute bekannten Form
- Abraham Ulrich (1526–1577), evangelischer Theologe, 1571–1577 Superintendent in Zerbst
- Albert Voit (1562–1606), Pädagoge und Literaturwissenschaftler
- Reinhard Wolf (1589–1637), reformierter Theologe, Hofprediger
- Franz Woltreck (1800–1847), Bildhauer
- Johann Zechendorf (1580–1662), Philologe und Pädagoge

### Kupferschmiede-Dynastie Uthemann
Die Familie Uthemann (oder Uthmann) war eine Kupferschmiede-Dynastie in Zerbst. Im 17. und 18. Jahrhundert finden sich zwölf Familienmitglieder im Beruf des Kupferschmieds. Sie arbeiteten bei Hofe für die Fürsten von Anhalt-Zerbst am Zerbster Schloss oder als Obermeister der Zerbster-Innung.